# Museo de Arte de São Paulo
El Museo de Arte de São Paulo, MASP (Museu de Arte de São Paulo) se encuentra localizado en la avenida Paulista, en São Paulo, Brasil. fue diseñado por la importante arquitecta Lina Bo Bardi en 1958. Es uno de los más importantes espacios culturales del país, reconocido por la arquitectura de sus instalaciones.
El Museo, una institución privada sin ánimo de lucro, es reconocido por su acervo reunido durante sesenta años de actividades. Valorado internacionalmente por su calidad y diversidad, la colección del MASP es considerada una de las más importantes de América Latina, con obras que proceden tanto de la Antigüedad clásica como del arte contemporáneo.

## Historia

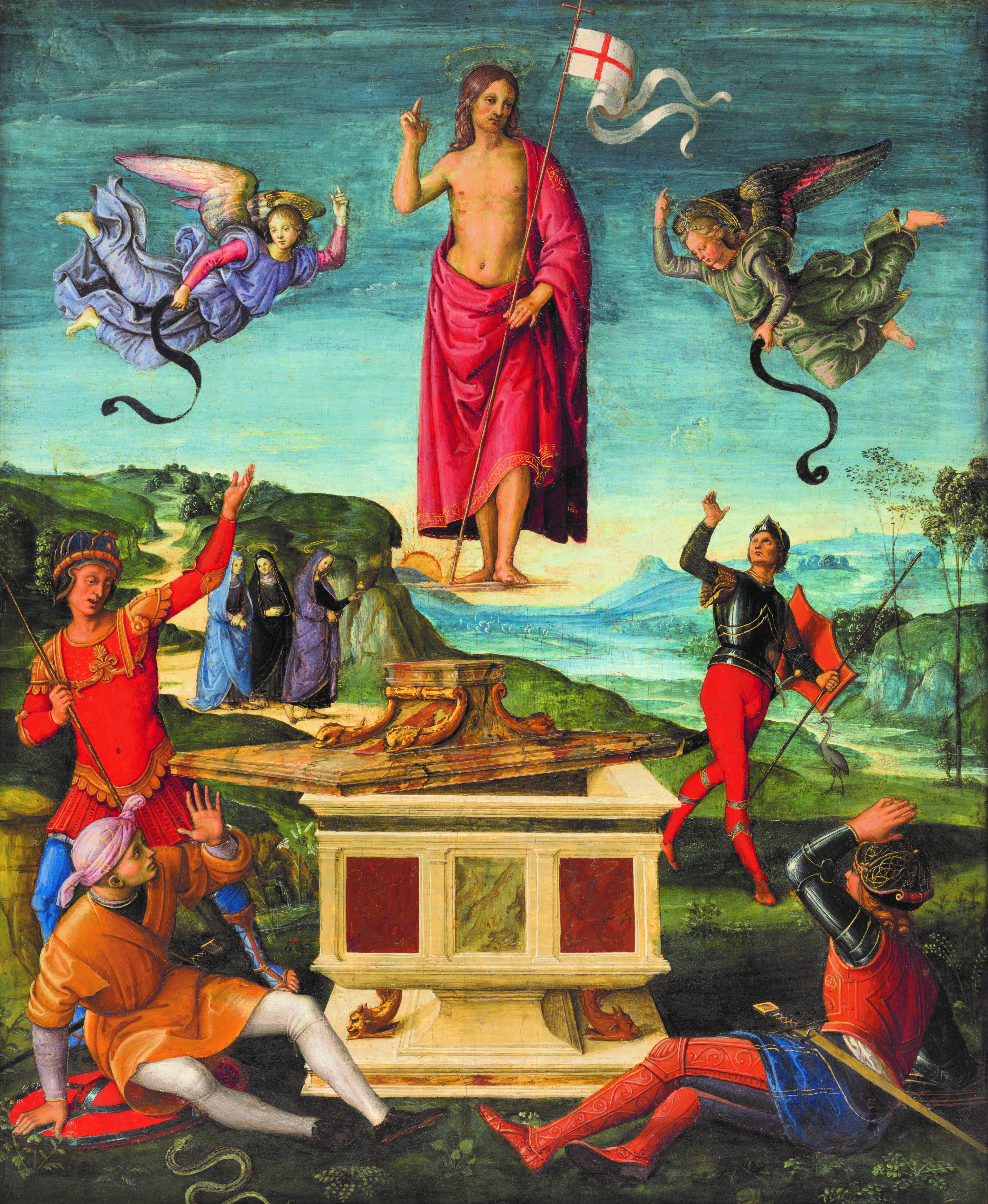
Rafael. Resurrección de Cristo, 1499/1502. Óleo sobre tabla, 52 x 44 cm.

### Antecedentes
A finales de la década de 1940, el estado de São Paulo producía bienes de consumo que distribuía a todo el país. Entretanto, en el plano cultural su mayor realización había sido la Semana de Arte Moderno de 1922, no comprendida plenamente por la sociedad brasilera. En ese escenario, Assis Chateubriand, fundador y propietario de Diários Associados, la mayor red de comunicaciones de la época en Brasil, ideó la creación de un museo bajo un modelo innovador, que funcionase como un centro dinámico de generación y difusión cultural, que reflejase el dinamismo de la economía del Estado, sin el radicalismo de algunos elementos del modernismo y sin el tradicionalismo de elementos ligados a una visión conservadora de las artes. En las palabras del propio Chateubriand, “[...] una casa de pintura y escultura para formar e interesar a nuestra gente por las artes plásticas”.

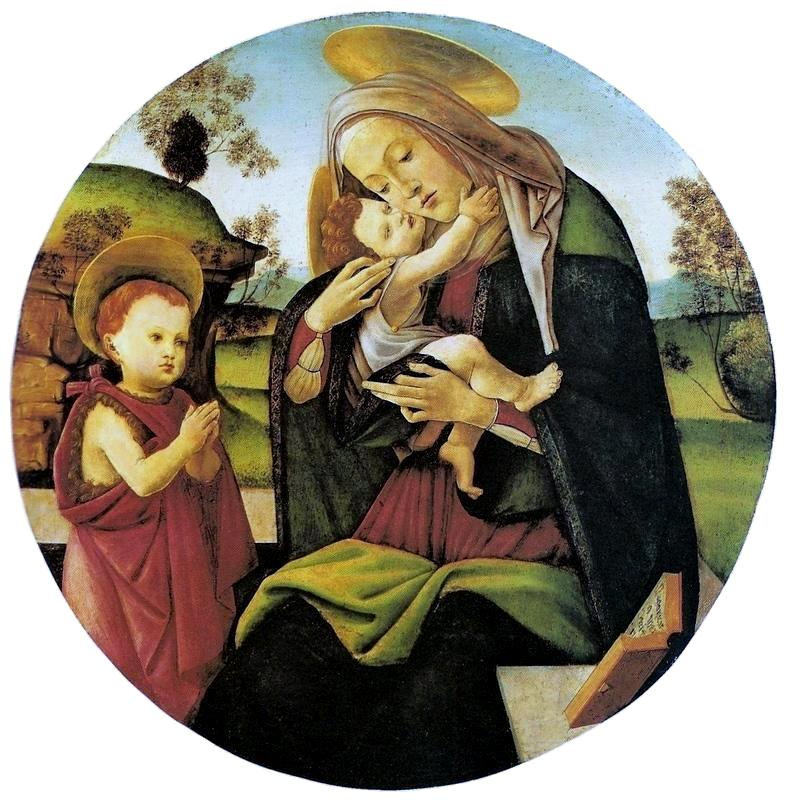
Sandro Botticelli. La Virgen y el Niño con San Juan Bautista, 1490/1500. Temple sobre tabla, diámetro 74 cm.

Chateubriand pretendía ser el anfitrión de un futuro museo en Río de Janeiro, sin embargo, optó por São Paulo pues consideraba que en esta ciudad tendría una mayor oportunidad de recaudar los fondos necesarios para conformar una colección de arte, dada la riqueza local producto del café y de las industrias. Otro importante factor que permitiría la formación del acervo era la situación del mercado artístico europeo, influido por la terminación de la Segunda Guerra Mundial, cuando era posible adquirir obras maestras a precios entonces asequibles. 
Para ponerse en movimiento en ese mercado con el fin de conformar el acervo del Museo, era necesario un técnico especializado y con experiencia: Chateubriand propuso a Pietro María Bardi, galerista, coleccionista, periodista y crítico de arte italiano, el desafío de crear un Museo de Arte Antiguo y Moderno. Bardi objetó que no debería haber distinción entre las artes y propuso sólo un “Museo de Arte”, aceptando la invitación de Chateubriand. Aunque Bardi había planeado quedar al frente del proyecto por apenas un año, se dedicó a este por el resto de su vida, habiendo dirigido la institución por casi cincuenta años. Trajo consigo, para Brasil, su colección privada además de una colección de 20.000 fotografías de obras de arte occidentales, una de las mayores colecciones didácticas del mundo.

### La Fundación

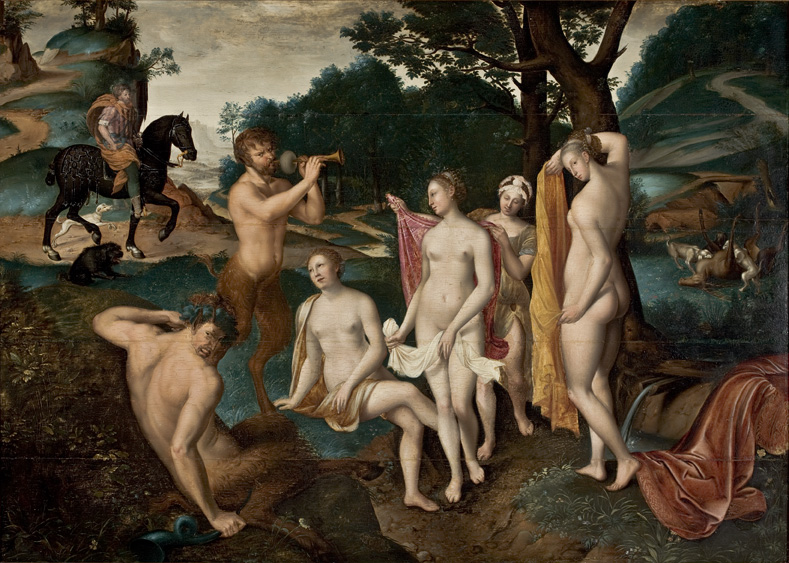
François Clouet. El Baño de Diana, 1559/60. Óleo sobre tabla, 78 x 110 cm.

En los tres primeros años de actividades, el Museo funcionó en una sala de mil metros cuadrados, inicialmente, en el edificio sede de Diários Associados en la Calle 7 de Abril. En el espacio abierto al público el 2 de octubre de 1947, fueron presentadas las primeras adquisiciones, dentro de las que se destacaban una obra de Picasso y otra de Rembrandt. El proyecto museográfico de la arquitecta italo-brasileña Lina Bo Bardi, esposa de Pietro María Bardi, dividió el espacio en cuatro ambientes: la pinacoteca; una sala de exposición didáctica sobre la historia del arte mundial; una sala de exposiciones temporales y un auditorio. Esta división reflejaba la vocación del Museo de Arte de São Paulo como centro generador de conocimiento y cultura, oponiéndose a las ideas de museo como simple depósito de obras de arte. El MASP fue el primer museo brasilero en abrir espacio al arte moderno. Allí también eran dados cursos sobre Historia del Arte y fueron realizadas exposiciones temporales de artistas nacionales y extranjeros de todas las corrientes, incluidas manifestaciones teatrales, musicales y cinematográficas, transformando el nuevo espacio en un punto de encuentro de artistas, estudiantes e intelectuales en general.

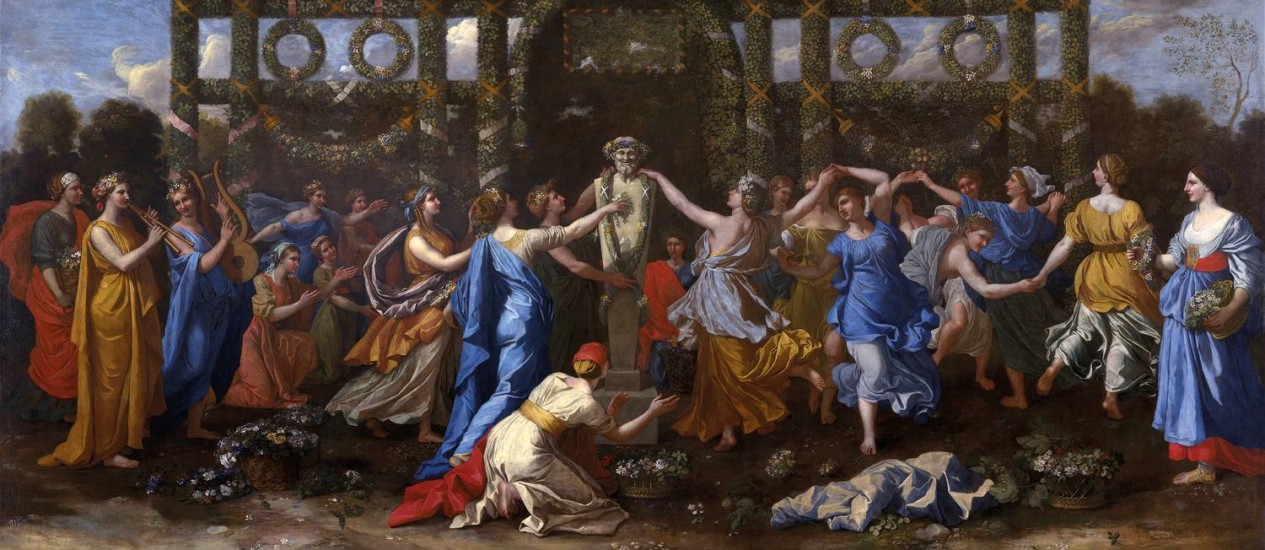
Nicolas Poussin. Hymenaeus travestido durante un sacrifício a Príapo, 1634-38. Óleo sobre tela, 167 x 376 cm.

Desde 1950, el Museo pasó a ocupar tres niveles más en el edificio de Diários Associados. Un nuevo espacio permitió la ampliación de su actividad pedagógica, con la creación del Instituto de Arte Contemporânea, con cursos de grabado, diseño, pintura, escultura, danza y diseño industrial, de la Escuela de Propaganda (Futura Escuela Superior de Propaganda y Marketing - ESPM), de la organización de seminarios sobre cine y literatura, además de la creación de un grupo de danza y una orquesta juvenil. Estos cursos fueron dictados por artistas como Lasar Segall y Roberto Sambonet, arquitectos como Lina Bo Bardi y Gian Carlo Palanti, el escultor August Zamoyski y el cineasta Alberto Cavalcanti, entre otros. Es importante anotar que el Museo también fue pionero en la implementación de guías, preparados directamente por el profesor Bardi, para la atención de los visitantes. La forma de presentación de las obras también difería bastante de otros lugares de exposición de la ciudad. Sin paredes, los cuadros de la exposición permanente quedaban suspendidos por tirantes de vidrio, con iluminación puntual para el local.

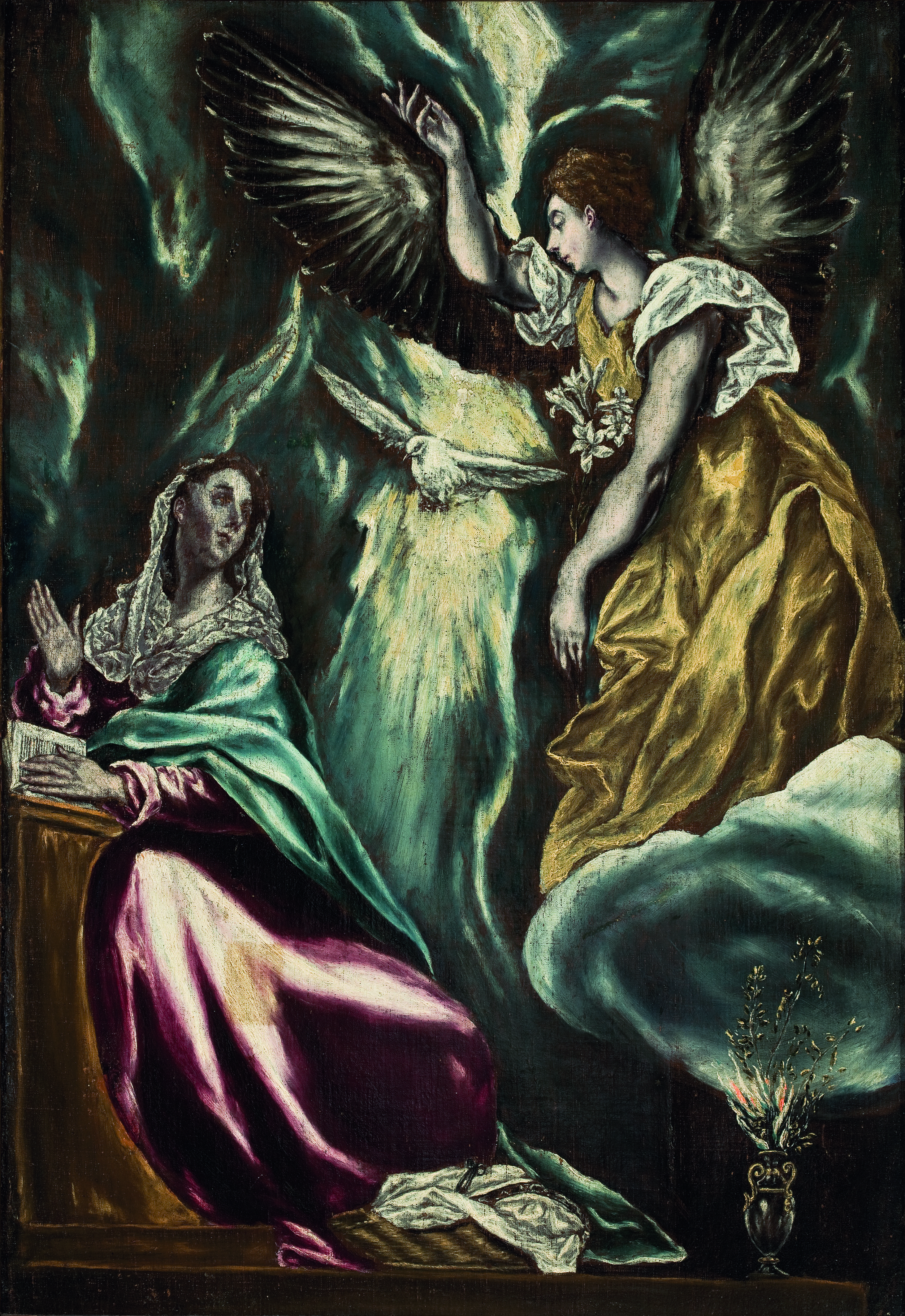
El Greco. Anunciación, c. 1600. Óleo sobre tabla, 107 x 74 cm.

Al mismo tiempo en que se creaba el programa educacional del Museo, crecía en importancia el acervo reunido por la institución y su reconocimiento internacional. Entre 1953 y 1957 hubo una serie de grandes muestras itinerantes de obras del MASP por varias ciudades de Europa, una serie de presentaciones organizadas precisamente para “consolidar” la colección a través de su presentación en museos importantes como el Musée de l’Orangerie en París y la Tate Gallery en Londres. En 1957 las obras también estuvieron en los Estados Unidos: en el Metropolitan Museum of Art, en Nueva York y en el Toledo Museum of Art. Durante el año siguiente, las obras fueron presentadas en el Ministerio de Relaciones Exteriores y en el Museo Nacional de Bellas Artes de Río de Janeiro, ciudad que entonces, ejercía como capital federal de Brasil.

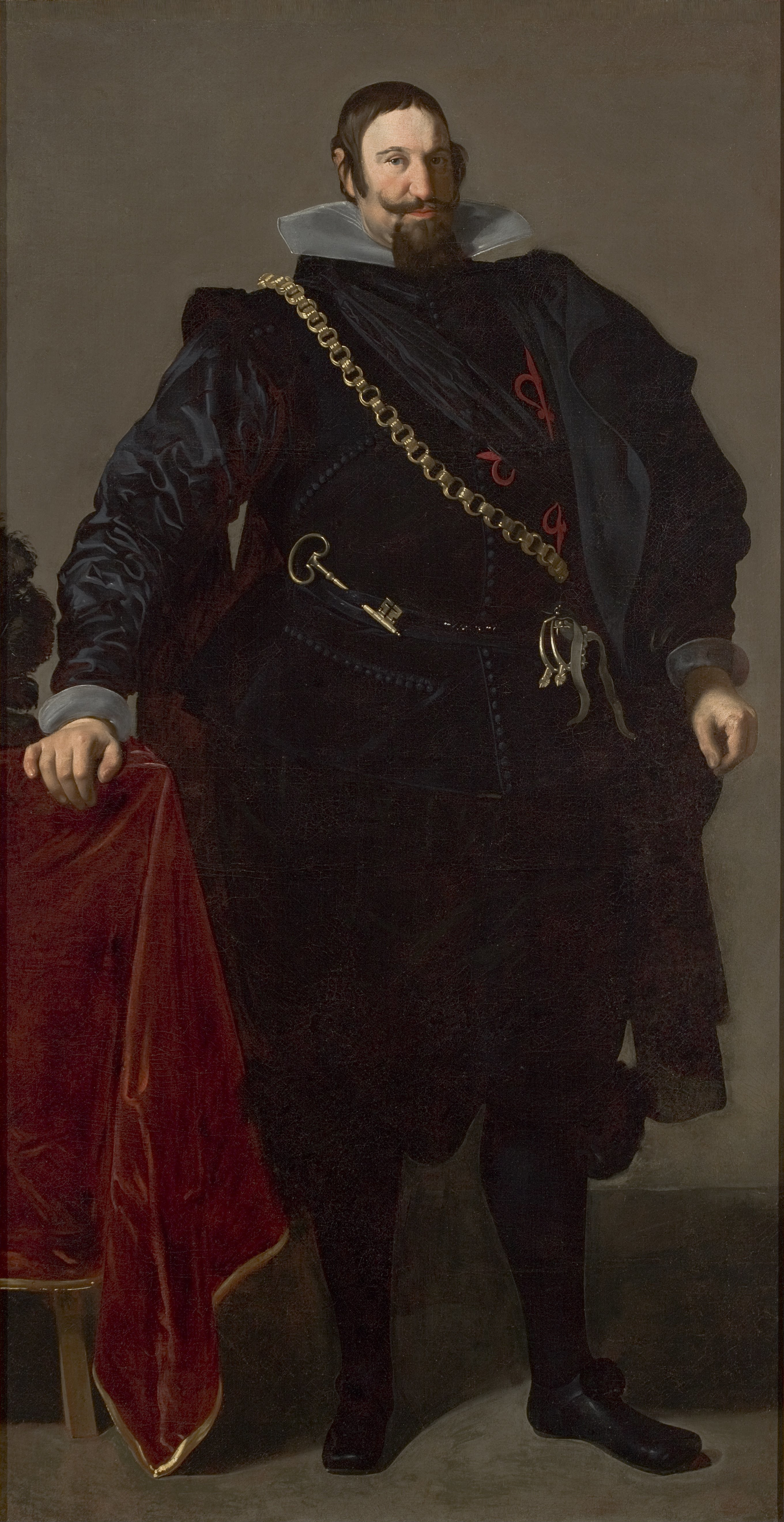
Velázquez. Retrato del Conde-Duque de Olivares, 1624. Óleo sobre lienzo, 203 x 106 cm.

El MASP tuvo una destacada participación en el proceso de formación de Museos regionales en el Brasi, museos que Assis Chateubriand pretendía establecer con el objetivo de dotar varias regiones del país con un núcleo consistente de arte brasilero, principalmente. Max Lowenstein, funcionario del Museo, fue nombrado presidente estatutario del MASP por Chateubriand, por cuenta de su valioso servicio en la implementación de los museos de Olinda (Museu de Arte Contemporânea de Pernambuco), Campina Grande (Museo de Artes Assis Chateubriand), Araxá (Museu Histórico de Araxá “Dona Beja”), Porto Alegre (Pinacoteca Ruben Berta) y Feira de Santana (Museu Regional de Arte).
Las grandes exposiciones promovidas por el Museo en sus primeros años, también ganaron notoriedad, con un consecuente aumento de los visitantes, lo que permitió la formación de un público cada vez más numeroso e interesado. Dentro de estas exposiciones, se destacaron:
- Una del arquitecto Le Corbusier, que comprendía diseños originales para el lote del Ministerio de Educación en Río de Janeiro, marco de la arquitectura moderna de Brasil, además de pinturas, esculturas y planos urbanísticos para la ciudad de Río de Janeiro;

- Una exposición de Max Bill, que daría origen a la tendencia concretista en Brasil;

- Una muestra de joyas y móviles elaborados por Alexander Calder;

- Una serie de diseños inéditos de Saul Steinberg;

- una muestra de la Escuela de París;

- una muestra de diseño italiano contemporáneo;

- una muestra de grabado expresionista alemán;

- una exposición completa de grabados de Khäte Kollwitz;

- una exposición panorámica del retrato francés, de Fouqué a Prud'hon;

- una exposición panorámica de carteles, con originales de Tolousse-Lautrec y de Chéret;

- una muestra de arquitectura de casas de campo diseñadas por Richard Neutra;

- una muestra de ediciones bibliográficas antiguas de Don Quijote de la Mancha;

- Un desfile de modelos de Christian Dior.

### Trayectoria y consolidación del Museo

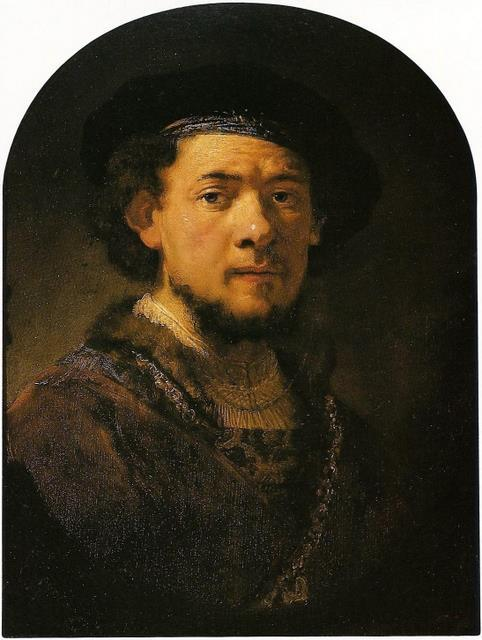
Rembrandt. Retrato de Joven con Collar de Oro, c. 1635. Óleo sobre tabla, 57 x 44 cm.

El creciente volumen y la importancia de la colección de obras de arte exigían la construcción de una sede propia. Con este intento, la prefectura donó el terreno antes ocupado por el Belvedere Trianon, tradicional punto de encuentro de la élite paulista, que había sido demolido en 1951 para acoger la primera Bienal Internacional de Arte de Sao Paulo. El terreno en la Avenida Paulista había sido donado a la municipalidad con la condición de que la vista sobre el centro de la ciudad fuera preservada a través del valle cubierto por la Avenida Nueve de Julio.
Lina Bo Bardi concibió arquitectónicamente el edificio actual del MASP. Para preservar la vista sobre el centro de la ciudad exigida, la arquitecta diseñó un edificio soportado sobre cuadro grandes pilares. La construcción era considerada única en el mundo por su peculiaridad: un cuerpo principal posando sobre cuatro pilares laterales con un vacío libre entre los pilares más extremos de 74 metros. Esta innovación fue viabilizada por el ingeniero José Carlos de Figuereido Ferraz. Construido entre 1956 y 1968, la nueva sede del MASP fue inaugurada el 7 de noviembre de 1968 con la presencia de la Reina Isabel II de Inglaterra.

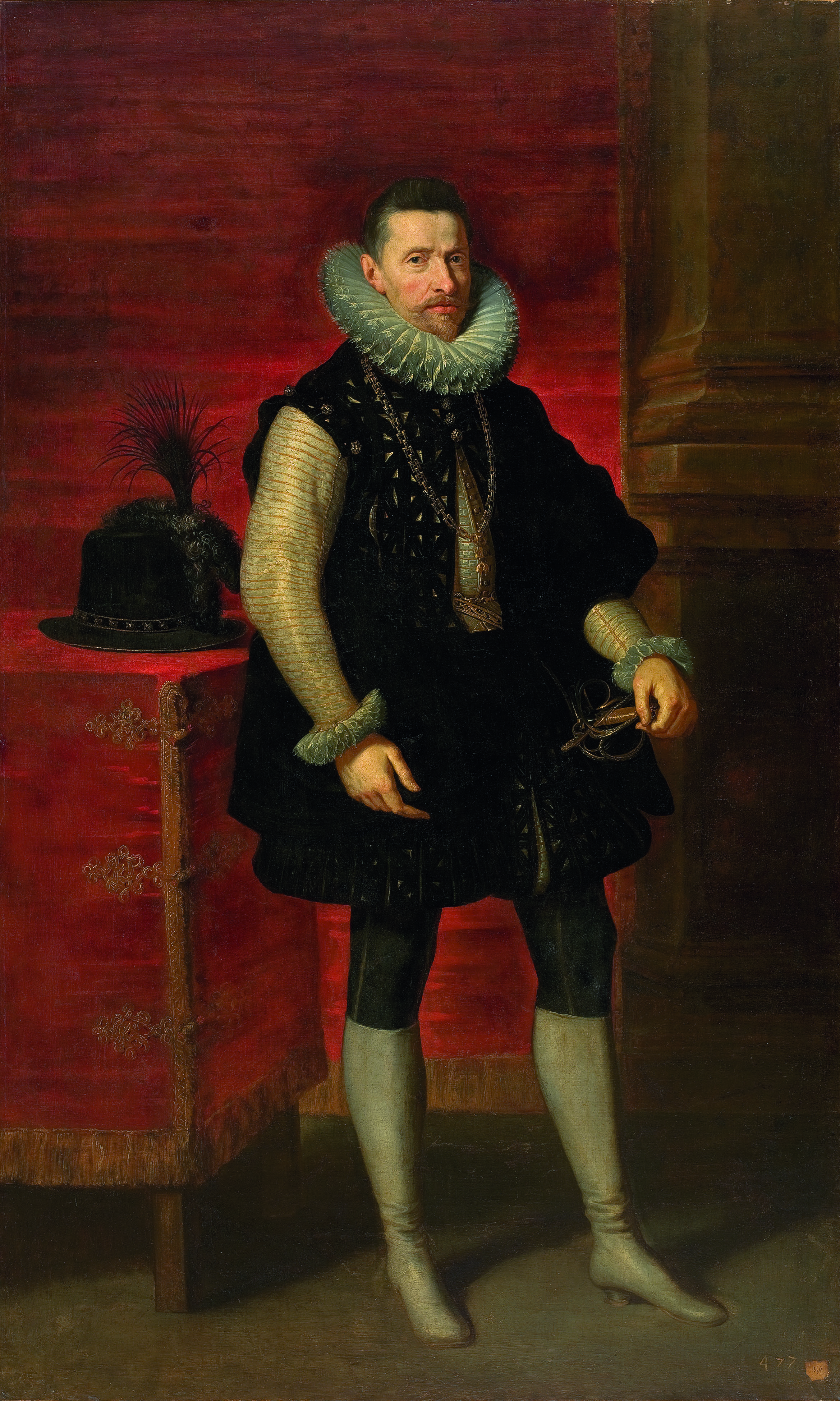
Rubens. Archiduque Alberto VII de Austria, c. 1615/32. Óleo sobre lienzo, 200 x 118 cm.

Assis Chateubriand no llegaría a ver la inauguración de la nueva sede del MASP. Falleció algunos meses antes, el 4 de abril de 1968, víctima de una trombosis. Al mismo tiempo, su imperio periodístico había comenzado a disminuir desde el inicio de la década de 1960 con su división creciente y con el surgimiento de la red de periódicos de Roberto Marinho, haciendo escasear los recursos que permitían el crecimiento del acervo artístico del MASP.
La caída de Diários Associados y la muerte de su fundador, implicarían la necesidad de dineros públicos para pagar las deudas de Museo contraídas en el exterior. La Casa Económica Federal, durante el gobierno de Juscelino Kubitschek concedió un empréstito al Museo para que este pudiera cumplir sus compromisos, y, además, este retuvo el control de la colección. Algunos años después, al inicio de la década de 1970, cuando Jarbas Passarinho fue Ministro de Educación, la deuda fue fraccionada y retirada.
En septiembre de 1969, a petición del MASP, la colección fue protegida legalmente (aunque seguía perteneciendo a sus propietarios, la colección no podía ser dividida o prestada sin autorización del Estado) por el Servicio de Patrimonio Histórico y Artístico Nacional de Brasil, actualmente Instituto do Patrimônio Histórico e Artístico Nacional - IPHAN, entonces, dirigido por Renato Soeiro, quien comunicó la protección legal dada a la colección a través de una carta enviada al presidente del Museo, Alexandre Marcondes Filho. El acervo se volvió, de esta forma, inalienable y parte del patrimonio brasilero; por ello, cualquier préstamo de las obras fuera de Brasil necesita autorización expresa del IPHAN.
No obstante las dificultades financieras de la Institución, siguió creciendo su reconocimiento internacional. El 1973 la colección del Museo ganó notoriedad en Oriente: se dieron inicio a exposiciones del acervo del MASP en museos e instituciones japonesas. A su retorno, en noviembre de 1973, las obras fueron presentadas en el Palácio do Itamaraty en Brasilia. El acervo del MASP fue nuevamente presentado en Japón en los años de 1978 y 1979, 1982 y 1983, 1990 y 1991, y, 1995. Entre 1987 y 1988, nuevas exposiciones de pinturas del MASP fueron realizadas en Italia, Suiza, Alemania, y, en la década siguiente, en América Latina. En 1992, obras de la Escuela Francesa y paisajes brasileros fueron vistos en el Museo Nacional de Bellas Artes de Santiago de Chile, y, en 1994, en la Biblioteca Luis Ángel Arango de Bogotá (Colombia).

## Sede actual

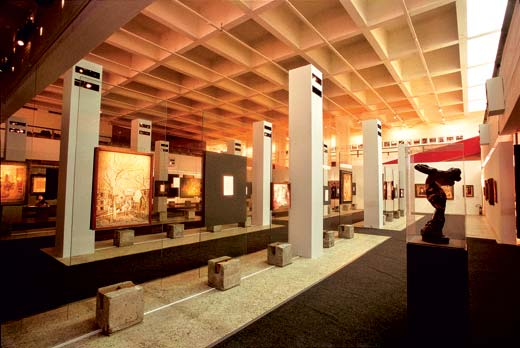
Segundo subsuelo del Museo de Arte de Sao Paulo.

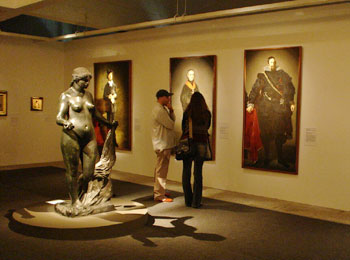
Exposición "Las 100 Maravillas", en el sótano del MASP.

La actual sede del MASP fue construida por la Alcaldía Municipal de São Paulo e inaugurada en 1968. Su edificio constituye una de las principales obras de arquitectura moderna del país. El edificio fue levantado en el terreno del antiguo Belvedere de Trianon, en la Avenida Paulista, desde donde se avistaba el centro de la ciudad y la Sierra de Cantareira. El donante del terreno a la Alcaldía, el ingeniero Joaquín Eugenio de Lima, constructor de la Avenida Paulista y precursor del urbanismo moderno en Brasil, había realizado la donación del terreno a la municipalidad con el compromiso expreso de que jamás se construiría allí una obra que perjudicase la amplitud del panorama urbano. De esta forma el proyecto exigía o una edificación subterránea o una suspendida. La arquitecta Lina Bo Bardi y el ingeniero José Carlos Figueiredo Ferraz, optaron por ambas alternativas concibiendo un bloque subterráneo y uno elevado, este último, suspendido a ocho metros del piso a través de cuatro grandes pilares entrelazados por dos gigantescas vigas de hormigón. Sobre ellas, se extendía lo que era considerado una osadía: la mayor planta libre del mundo en la época, con una extensión total de 74 metros entre los apoyos, consolidando la técnica del hormigón pretensado en Brasil.
El edificio, de aproximadamente 10 mil metros cuadrados, tenía dos espacios para exposiciones temporales y el espacio de la pinacoteca, además de fototeca, filmoteca, videoteca, dos auditorios, restaurante, tienda de regalos, oficinas, talleres para artistas, espacios administrativos y reserva técnica. Los acabados eran sencillos: “Hormigón a la vista, paredes blancas, piso de piedra-goiás para el enorme hall cívico, cristal templado, paredes plásticas. Los pisos son de caucho negro tipo industrial. El Belvedere es [ahora] una plaza con plantas y flores alrededor, pavimentada con rectángulos que rememoran la tradición ibérico-brasilera. Hay también áreas con agua, pequeños espejos con plantas acuáticas”, describe Lina Bo Bardi, afirmando a continuación: “No busqué la belleza, busqué la libertad”. A partir de 2003, el edificio fue protegido por el Instituto do Patrimônio Histórico e Artístico Nacional.
Ya con respecto a la museografía, Lina Bo Bardi innovó al utilizar láminas de cristal templado soportadas por un bloque con apariencia de hormigón como base, para las pinturas, con la intención de rememorar la posición del cuadro sobre el caballete del artista, mientras este lo elabora en su taller. Estas bases, que actualmente ya no se usan, llevaban en su zona frontal una ficha técnica con información con información sobre el autor y su obra. Paradójicamente, esta forma de exhibición deja de ser usada por el MASP en el momento en que, a fines de 1990, ella pasa a ser considerada internacionalmente.
Entre 1996 y 2001, la actual administración del Museo emprendió una amplia y polémica reforma. No obstante las necesarias obras de repretensado de las vigas de soporte, recuperación estructural e impermeabilización de la cubierta del edificio, el arquitecto y antiguo director del Museo, Júlio Neves, determinó un cambio en el piso original, que había sido escogido inicialmente por la arquitecta Lina Bo Bardi, además de la instalación de un segundo elevador, la construcción de un tercer subsuelo y la sustitución de los espejos de agua por jardines. Muchos arquitectos anotan que las reformas causaron la desconfiguración del proyecto inicial de Bo Bardi.

## Colección

### La formación del acervo

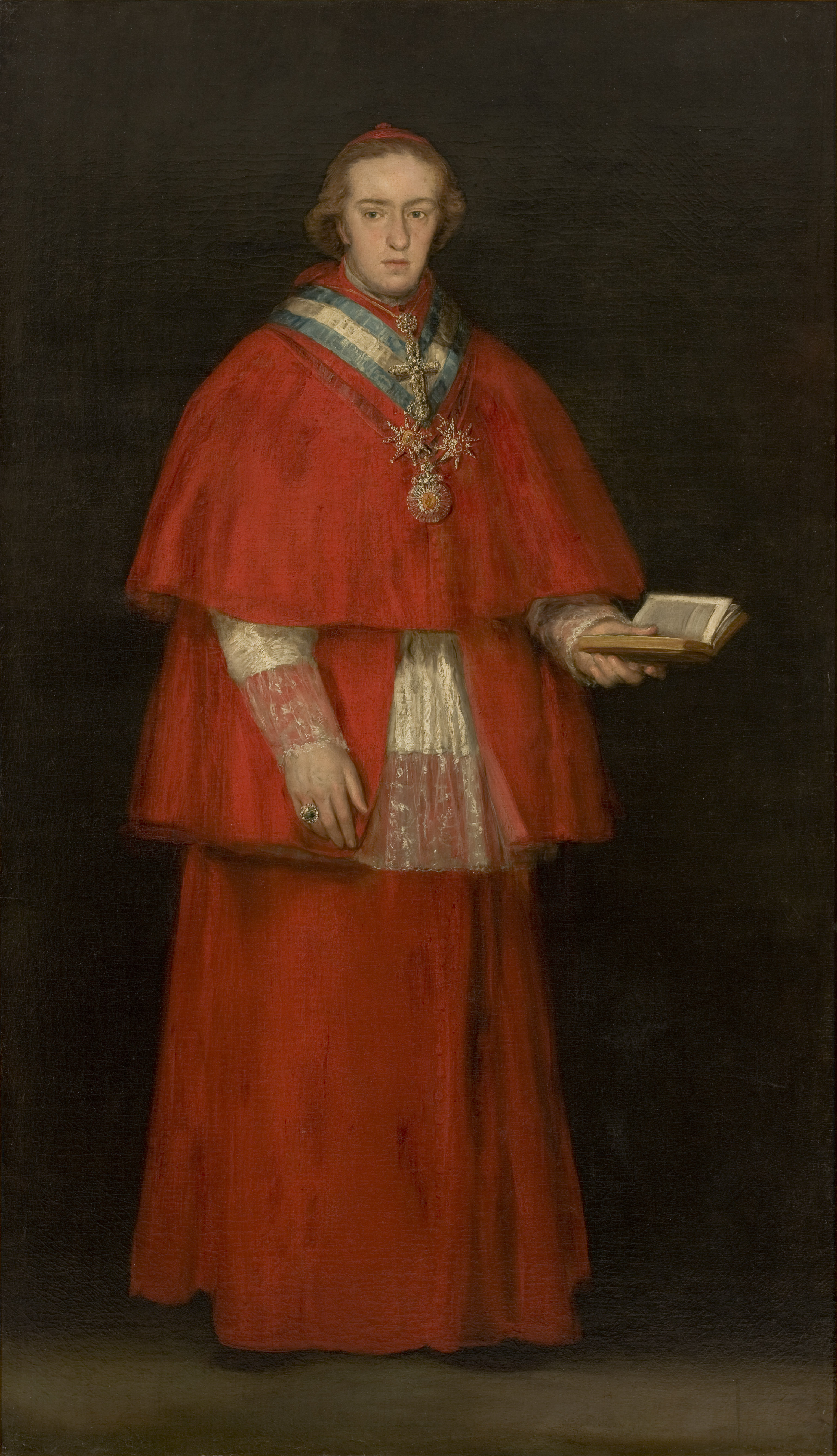
Francisco de Goya (español, 1746-1828). Retrato del Cardenal Luis María de Borbón y Vallabriga, 1798-1800. Óleo sobre tela, 200 x 106 cm.

El proceso de adquisición de obras se da principalmente entre 1947 y 1960. Bardi, expropietario de galerías en Milán y Roma, tenía la tarea de seleccionar las obras que deberían ser compradas, mientras que Chateubriand se responsabilizó de encontrar potenciales donantes y mecenas creyentes de su causa, la de dotar a Brasil de un museo de nivel internacional. Mientras tanto, se habían realizado muchas donaciones espontáneas, por las que Chateubriand adquirió reputación por su utilización de métodos osados de persuasión.
Respaldado por la influencia de los Diários Associados, él negociaba con los anunciantes el arrendamiento de recursos. Luego, retribuía a los donantes con el título de mecenas festejando cada nueva adquisición con banquetes, discursos y desfiles de estudiantes por las calles de Sao Paulo, tal y como se registró a la llegada de la obra “El Escolar” de Vincent Van Gogh. En el proceso de consecución de los fondos, también fue importante el esfuerzo de Eduardo Monteiro, ejecutivo del grupo de medios de los Diários Associados para las regiones del sur y sudeste brasilero, regiones en donde lograría otros donantes, además de aquellos que el propio Chateubriand estaba reuniendo.
El mercado del arte internacional pasaba por un momento propicio para quien disponía capital para adquirir obras artísticas de calidad: había muchas a disposición luego de la finalización de la Segunda Guerra Mundial y Brasil pasaba por un momento de prosperidad. El plan de adquisiciones del MASP se basaba, por lo tanto, en la expectativa de una bajada de precios en el mercado europeo, además de sus buenas relaciones con ese mercado. Las adquisiciones fueron siempre realizadas de la mano de las más tradicionales y reputadas galerías europeas y norteamericanas como Knoedler, Matthiesen, Marlborough, Seligman, Daber y Wildenstein. El propietario de esta última, Georges Wildenstein, se unió tanto al MASP, que tanto la pinacoteca como el Museo están hoy dedicadas a él, así como también a Chateubriand.

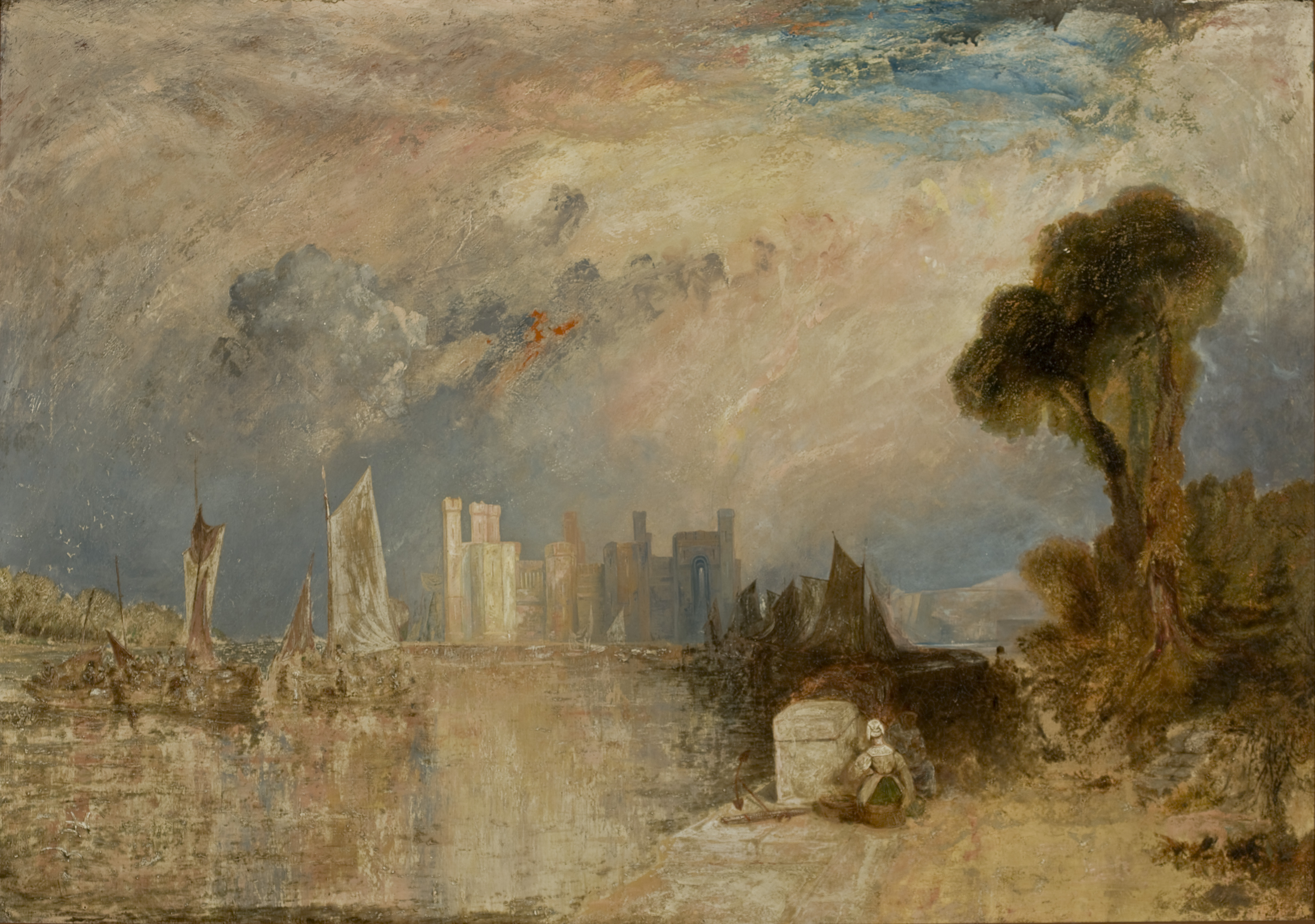
Turner (inglés, 1775-1851). El Castillo de Carnarvon, 1830/35. Óleo sobre tela, 90 x 140 cm.

Los métodos poco ortodoxos utilizados para financiar la formación de la colección, ejercidos por Chateubriand, tuvieron muchas críticas. A estas, se sumaron otras relacionadas con el hecho que el Museo adquiría obras sin la debida comprobación de autenticidad. Esta impresión se apoyó, entre otras circunstancias, en el hecho que el Museo fue para esta época uno de los mayores compradores en el mercado internacional. Al contrario de otros museos, cuyas adquisiciones dependían de la aprobación de un Consejo de Curadores, el MASP decidía sus adquisiciones con rapidez, muchas veces a través de telegramas. Gracias a esta agilidad, consiguió adquirir piezas importantes, muchas veces ante competidores de mayor nombre y recursos financieros más voluminosos.
A fines de la década de 1960, el imperio periodístico de Chateubriand enfrentaba grandes dificultades, como el crecimiento de las deudas de sus sistemas de comunicación y el surgimiento de la competencia de Roberto Marinho. Las dificultades financieras de los Diários Associados se reflejaron en la disminución del plan de adquisiciones del MASP. Luego de la muerte de Chateubriand, los recursos menguaron de forma mucho más acentuada. Así, después de más de una década de grandes adquisiciones, el Museo pasó a aumentar su acervo solamente con donaciones espontáneas de artistas, empresas y coleccionistas particulares.

### Caracterización del acervo

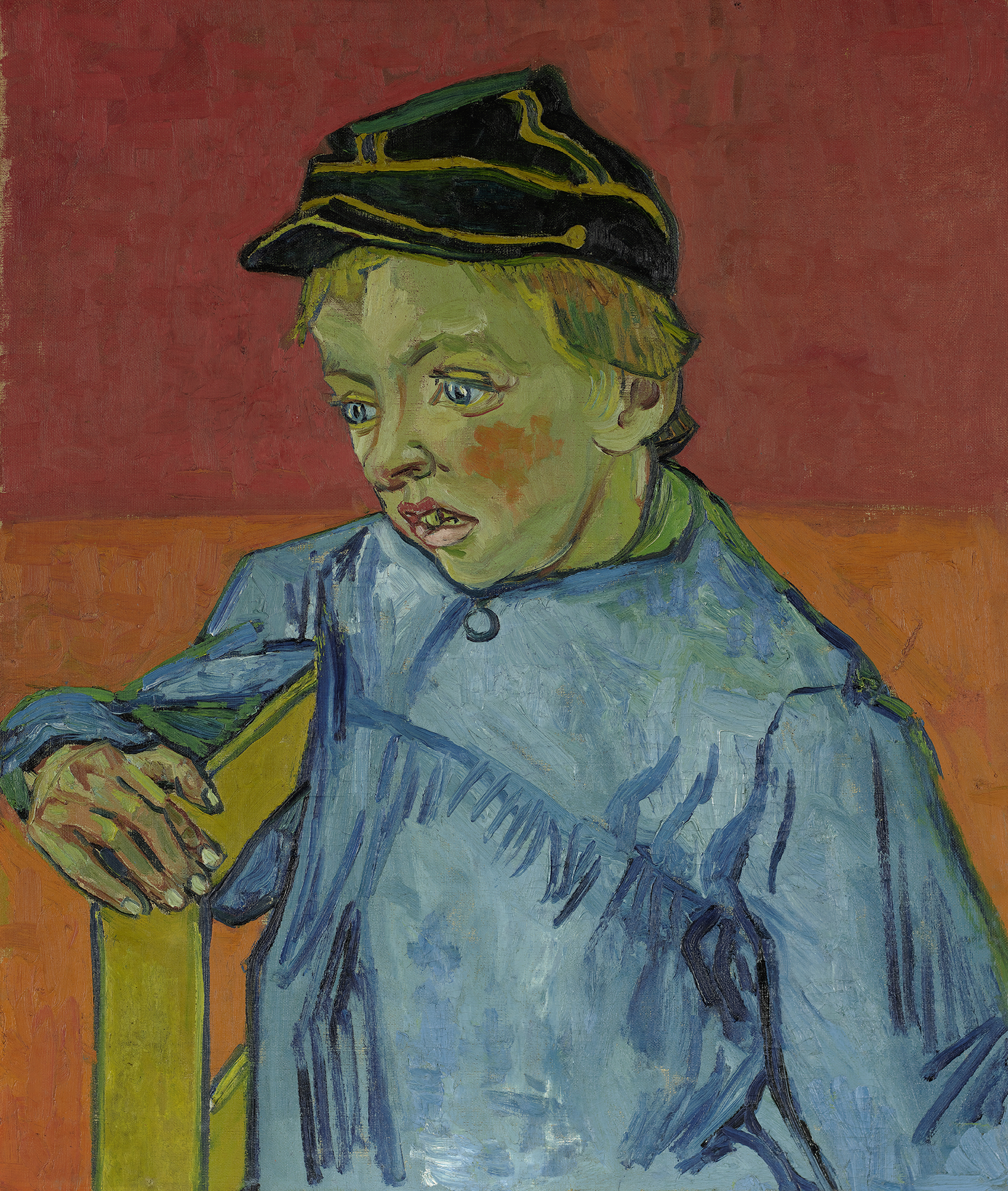
Van Gogh (holandés, 1853-1890). El Estudiante, 1888. Óleo sobre tela, 63 x 54 cm.

El Museo de Arte de São Paulo posee la mayor y más completa colección de arte occidental en América Latina y del Hemisferio Sur. Dentro de las más de 8 mil obras de la colección se destaca la sección referente a pinturas, esculturas, diseños, grabados y artes decorativas europeas, desde el siglo XIII hasta el presente. Al lado de las obras italianas, las obras francesas constituyen el principal núcleo del acervo, seguidas por las escuelas española, portuguesa, flamenca, holandesa, inglesa y alemana. El Museo también mantiene una significativa colección de arte brasilero y arte relacionado con el Brasil, atestiguando el desenvolvimiento de las artes en este país desde el siglo XVII hasta la actualidad.
Ya en el contexto del arte occidental, son importantes los conjuntos de obras referentes a América del Norte y América Latina. En menor escala, también hacen presencia en el acervo de la institución objetos relacionados con la producción artística de diversos períodos de civilizaciones no occidentales como África y Asia, y otras que se destacan por su importancia arqueológica, artística e histórica como un selecto conjunto de antigüedades egipcias, etruscas y greco-romanas, además de otros artefactos de culturas precolombinas y arte medieval de Europa.

### Arte italiano

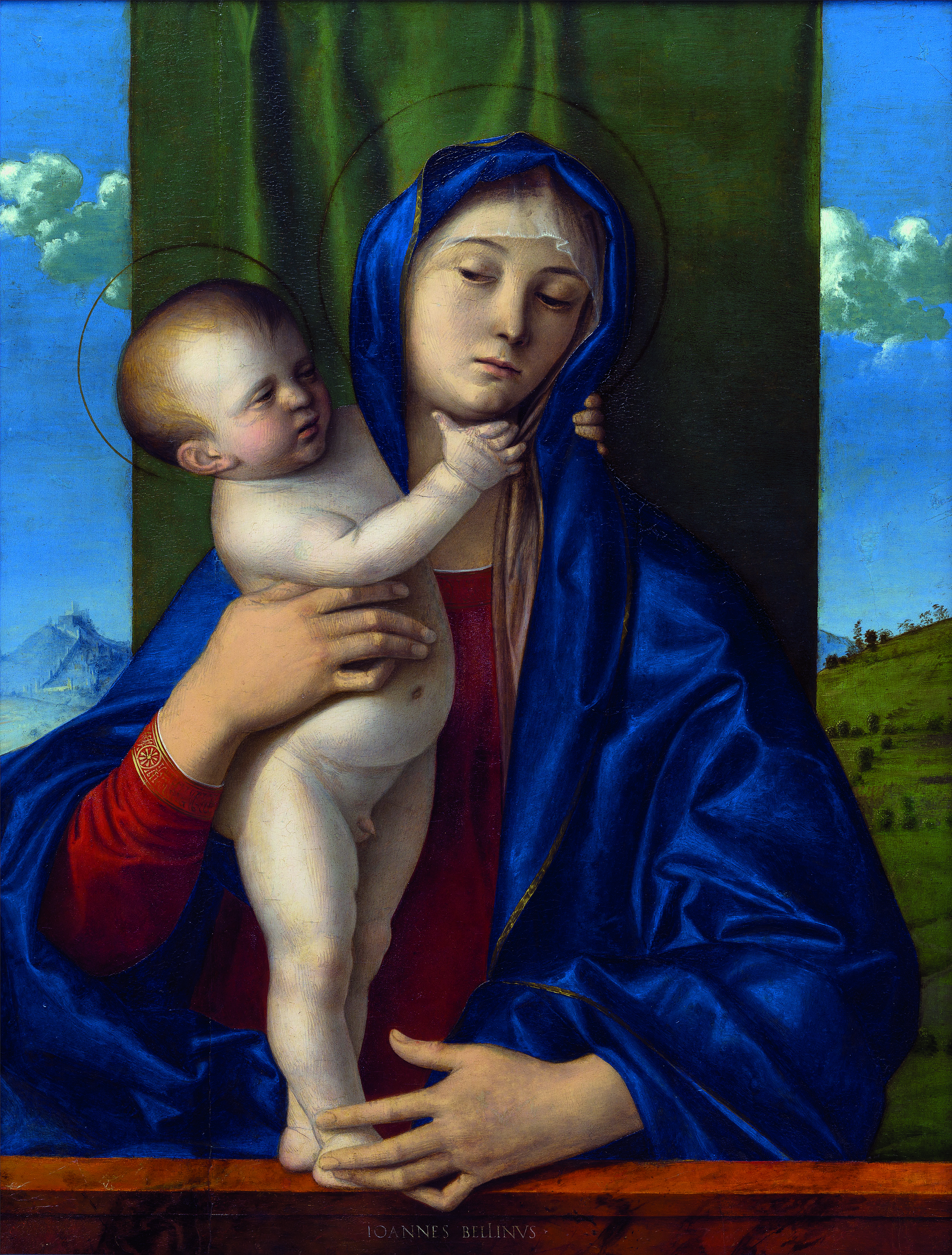
Giovanni Bellini (italiano, 1425/33-1516). Madona Willys, 1480/1490. Óleo sobre tabla, 75 x 59 cm.

La colección de arte italiano del MASP abarca un período que se extiende desde la Edad Media hasta el fauvismo de Filippo de Pissis. Del período bizantino hay estatuillas de marfil (“Figura de anjo” del siglo XII) y obras de orfebrería de temática sacra adornadas con plata y piedras preciosas. En la colección de pintura, está representado el arte tardomedieval, con la “Madonna” del Maestro del Bigallo y el Gótico italiano (Maestro di San Martino alla Palma, Paolo Serafini da Modena, Ottaviano Nelli y el Maestro del 1416).

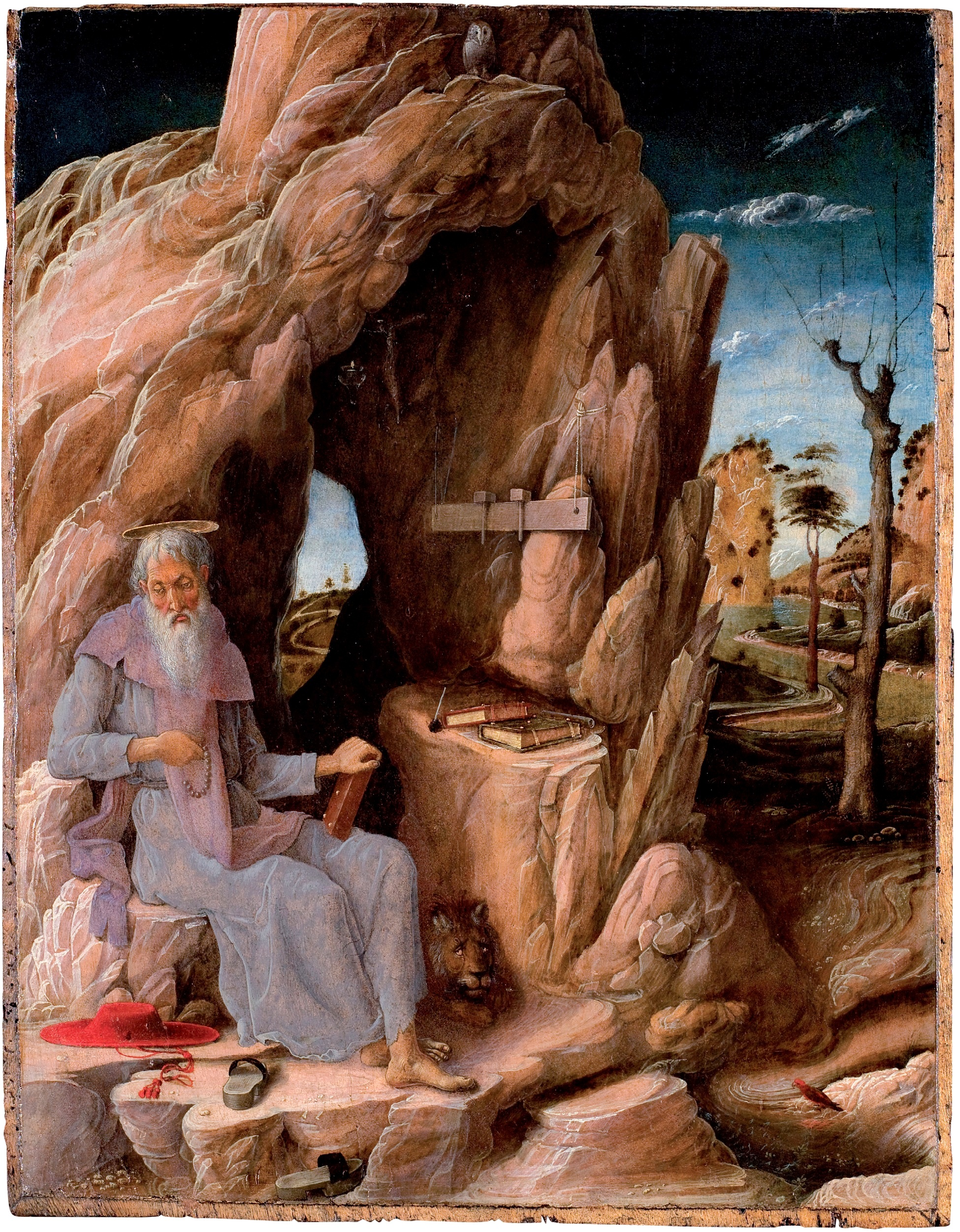
Andrea Mantegna (italiano, 1431-1506). San Jerónimo en el desierto, 1448/1451. Témpera sobre tabla, 48 x 36 cm.

Puede observarse, de todas formas, el parecido de la colección con el arte del Renacimiento, donde se destacan nombres tan importantes como Andrea Mantegna -de quien el Museo posee su más antigua obra conocida, “San Jerónimo Penitente en el desierto”-, Biagio d´Antonio, Giovanni Bellini, Jacopo del Sellaio, Niccolò di Liberatore, Sandro Botticelli, Agostino di Duccio y Pietro Perugino, llegando a su punto más alto con la “Resurrección de Cristo” de Rafael. La iconografía renacentista de la Madonna con el Niño está fuertemente representada con obras de Piero di Cosimo, Giampietrino y Francesco Francia. La colección mantiene su vigor en el período del Manierismo, con obras representativas de Paris Bordone, Tiziano (Retrato del Cardenal Cristóforo Madruzzo), Tintoretto, Paolo Veronese, Alessandro Allori, Girolamo Santacroce, Jacopo Bassano y Palma el Joven.
Los movimientos artísticos posteriores se encuentran representados de forma más modesta en la colección, aunque se hallan presentes grandes exponentes como Carlo Saraceni, Panfilo Nuvolone, Guercino, Bartolomeo Bassante, Guido Reni, Ciro Ferri y Giuseppe Mazzuoli en lo que concierne al Barroco; Giambattista Pittoni ("Dioniso e Arianna"), Alessandro Magnasco, Michele Rocca, Pellegrini, Pompeo Batoni, Francesco Zugno y Valério Villareale, como representantes del Rococó y el Neoclasicismo. Giovanni Boldini, Eduardo de Martino, Gaetano Previati y Eduardo Dalbono son los grandes nombres del arte ochocentista italiano, así como Giuseppe Amisani, Amadeo Modigliani, de quien el Museo posee seis óleos sobre lienzo, es el mayor exponente del modernismo.
Otra sección importante de la colección italiana es un importante conjunto de 256 mayólicas –cerámicas porosas y coloridas, de revestimiento transparente u opaco decorado con reflejos metálicos- provenientes de la famosa Colección Imbert, un importante acervo de mayólicas que cubre el período comprendido entre los siglos XIV y XVII, abarcando diversos centros de producción como Florencia, Siena, Cafaggiolo, Venecia, Faenza, Urbino, Gubbio, Deruta, etc. Se trata de una colección de gran relevancia histórica y científica por la cantidad de sus piezas firmadas, fechadas o marcadas con escudos de armas y blasones de importantes propietarios como los Médicis o los Piccolomini, entre otros.

### Arte francés yEscuela de París
La colección de arte francés representa el núcleo más numeroso del acervo, es conocida por su densidad y homogeneidad, especialmente en lo que refiere a los movimientos artísticos ubicados entre los siglos XVIII y XIX. La producción artística referente a los períodos gótico y del Renacimiento (siglos XIII al XV) se encuentra representada por estatuillas y bustos de temática sacra finamente decorados con filigranas y piedras semipreciosas. De los siglos XVI y XVII, los más escasos de la colección, emergen el manierismo de François Clouet y las composiciones barrocas de Nicolas Poussin y Pierre Mignard. Del primero, destaca El sacrificio a Príapo, que hace pareja con una Cacería de Meleagro y Atalanta del Museo del Prado de Madrid. Cuenta asimismo con algunos tapices de los Gobelinos. Entre las obras destacadas del setecientos, de inspiración Rococó, están los cuatro retratos de las hijas de Luis XV pintados por Jean-Marc Nattier, "Retrato de Auguste Gabriel Godefroy" de Chardin y otras obras de Pierre Gobert, Jean-Baptiste Pater, François Boucher, François-Hubert Drouais, Antoine Callet, Fragonard, Jean-Baptiste Greuze y Vestier.
Dentro de los representantes de las diversas corrientes pictóricas del siglo XIX, se encuentran grandes obras del Neoclasicismo de Ingres y del Romanticismo de Delacroix (Alegoría de las “Cuatro Estaciones”). Corot, Daumier, Courbet y Vollon ejemplifican el Realismo, al igual que Harpignies, Ziem y Defaux evidencian la Escuela de Barbizon. El academicismo del siglo XIX está presente con las obras de Edouard Detaille, Boyé y Chabas. Del movimiento impresionista es posible apreciar un vasto conjunto de obras de Manet, Degas, Cézanne, Monet y Renoir. De los postimpresionistas hay cuadros de Gauguin, Van Gogh, Toulouse-Lautrec, Pierre Bonnard, Henri Martin, Suzanne Valadon y Édouard Vuillard.
En la colección de modernos el Fauvismo se hace presente con las obras de Matisse, Albert Marquet, Othon Friesz y Maurice de Vlaminck; el Cubismo tiene exponentes como Fernand Léger, Crotti, André Lhote y Pablo Picasso —este último, presente con trabajos de varias fases de su trayectoria artística—. Marcel Duchamp, Max Ernst, Joan Miró, Marc Chagall y Victor Brauner evidencian el Surrealismo y el Dadaísmo, al paso que la estética expresionista se hace sentir con las composiciones de Chaïm Soutine, Larionov y Wols. También merecen ser destacados artistas como Marie Laurencin, Maurice Utrillo, Benatov y Renefer.
En la colección de esculturas francesas, cabe mencionar un gran conjunto completo de 73 bronces de Edgar Degas -una rara colección que sólo se puede apreciar en su totalidad, además de en el MASP, en el Metropolitan Museum de Nueva York y en el Museo de Orsay en París-. También se encuentran un mármol de Houdon, un relieve de Honoré Daumier, bronces de Rodin y Renoir, y piezas contemporáneas de Jacques Lipchitz, César Baldaccini y Patrick Raynaud.

### Arte ibérico
En el acervo del MASP, la sección referente al arte español cubre un espacio de más de ocho siglos, siendo la "Virgen sobre el Trono", la obra más antigua de la Escuela Castellana (del siglo XII). Resulta imprescindible citar "El Juicio Final", del Maestro de la Familia Artés, único representante del Renacimiento Ibérico en toda la colección. De El Greco pueden verse dos obras, entre ellas, una "Anunciación de San Francisco". Entre los exponentes del llamado Siglo de Oro de la pintura española se encuentran Francisco de Zurbarán, Juan Carreño de Miranda, Bartolomé Esteban Murillo y Diego Velázquez ("Retrato del Conde-Duque de Olivares"). Francisco de Goya está representado con cuatro retratos de importantes figuras eclesiásticas y aristócratas de la corte española así como un conjunto de grabados de la serie "Tauromaquia". El "Vestido del año 2045" de Salvador Dalí es una de las obras más emblemáticas de la colección de modernos. Entre los artistas portugueses presentes en el acervo merecen destacarse Sequeira, Malhoa, Souza Pinto y Columbano Bordalo Pinheiro.

### Arte alemán, neerlandés y flamenco
Esta parte de la colección aunque de discretas dimensiones, reúne algunas joyas renacentistas y manieristas de Flandes y los Países Bajos. Merecen destacarse obras de Hans Memling (Lamentación de la Virgen), El Bosco (Tentaciones de San Antonio), Quentin Massys, Lucas Cranach el Viejo o Hans Holbein el Joven. Del siglo XVII, se destacan obras paisajísticas y retratos; como el Archiduque Alberto de Rubens, Autorretrato de Rembrandt, y valiosas obras de Van Dyck, Jacob Ruysdael, y algunas vistas de Pernambuco pintadas por Frans Post, contemporáneas del dominio neerlandés sobre esa región de Brasil, de gran interés histórico y etnográfico. Asimismo, cuenta con tapices flamencos. De la época moderna y contemporánea, merecen destacarse obras de Max Beckmann, Oskar Kokoschka, Paul Klee, Karel Appel, etcétera.

### Arte británico y del norte de Europa
Se centra fundamentalmente en la retratística británica del siglo XVIII, con artistas como Joshua Reynolds, Thomas Gainsborough, Thomas Lawrence, George Romney, Henry Raeburn, etcétera. Del periodo romántico destaca Turner, con El Castillo de Carnavon. De la modernidad y contemporaneidad, destacan el escultor Henry Moore, Peter Blake, y como curiosidad, una pintura de Winston Churchill.

### Arte brasileño
Aunque sea un museo especializado en historia del arte universal, el acervo del MASP conserva momentos de gran intensidad en las artes de Brasil, desde los registros pictóricos de Frans Post en el siglo XVII, pasando por la estatuaria barroca de Aleijadinho, hasta las más recientes manifestaciones artísticas contemporáneas. Del período ochocentista, se destacan Facchinetti, Vítor Meireles (Moema), Pedro Américo, Almeida Júnior (Moza con libro), João Batista Castagneto, Benedito Calixto, Pedro Weingärtner, Rodolfo Amoedo, Henrique Bernardelli, Belmiro de Almeida, Alfred Andersen, Pedro Alexandrino, Antônio Parreiras, João Batista da Costa, Eliseu Visconti, Oscar Pereira da Silva y Artur Timótheo da Costa. Del período modernista el museo conserva importantes registros de los principales artistas y épocas como Ernesto De Fiori, Vicente do Rego Monteiro, John Graz, Lasar Segall, Oswaldo Goeldi, Guignard, Anita Malfatti (La Estudiante), Alfredo Volpi, Brecheret, Bruno Giorgi, Di Cavalcanti ("Cinco Mozas de Guaratinguetá"), Flávio de Carvalho y un amplio conjunto de obras de Cândido Portinari (las series "Bíblica e Retirantes", "El Labrador de Café" y varios retratos). También están presentes Samson Flexor, Pancetti, Tomie Ohtake, Arcângelo Ianelli y Manabu Mabe, entre otros.

### Arte de las Américas
En la sección referente al arte de las Américas cabe mencionar la existencia de un pequeño núcleo de piezas precolombinas, algunas de primer orden como un "Busto Femenino" (c. 500 d. C.), proveniente de la Cultura Chone (Ecuador) y una "Cabeza de Animal", realizada en "Honduras" entre el 700 y 1100 d. C. Además, hay otras obras representativas de las distintas corrientes latinoamericanas como una Madonna ecuatoriana del siglo XVIII y el retrato de Mrs. Franck Rolleston, pintura de línea académica del reconocido artista norteamericano Gilbert Stuart. No obstante, la mayor parte del acervo permite vislumbrar aspectos importantes de la producción modernista latinoamericana con obras del uruguayo Joaquín Torres-García, de los muralistas mexicanos Diego Rivera y David Alfaro Siqueiros, y de la contemporánea Mari Carmen Hernandéz (Meta). Otros artistas importantes de este núcleo es el conjunto de trabajos contemporáneos norteamericanos conformado por artistas como Andy Warhol, Charles Ephraim Burchfield, Alexander Calder, Lee Menichetti, Patrick Geraghty, David Traub, Christian Haub, Rinaldo Fratolillo, Thom Somervilles, entre otros.

### Arqueología

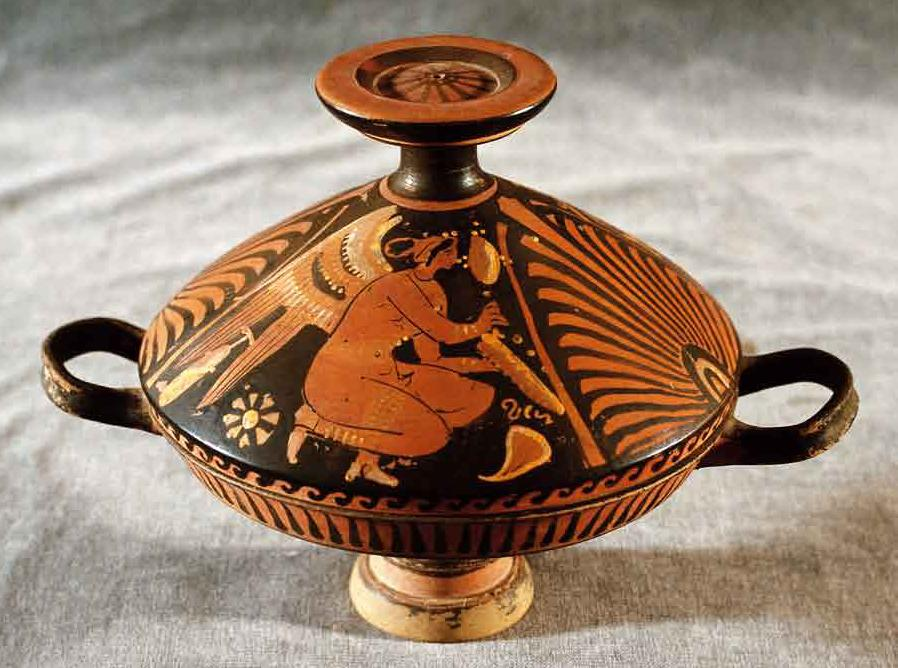
Lekanís con tapa, proveniente de Apulia, Magna Grecia. Antigua Grecia, 330-320 a. C. Cerámica, 21,6 x 22 cm.

El MASP posee un acervo de antigüedades egipcias, griegas, itálicas y romanas destacado en Brasil por su calidad y rareza. Son objetos provenientes de las más importantes civilizaciones que florecieron en el Mediterráneo oriental y occidental. La mayoría de estas piezas provienen de la donación de Lina Bo y Pietro María Bardi, hecha al Museo en 1976. El acervo egipcio está constituido por piezas que datan del Antiguo Imperio (2575 a. C.) y del Período Romano (50 d. C.). Lo esencial del grupo está compuesto por objetos religiosos de variadas temáticas como estatuillas divinas (Deus Thot, Hórus, Osíris etc.), fragmentos de pinturas tumulares, amuletos, ushabtis (figuras mumiformes) y estelas votivas. Se destaca particularmente la pieza Ísis Lactante con Hórus, una estatuilla de bronce del período Ptolomaico (332 – 31 a. C.). 
Dentro de los objetos representativos de las culturas clásicas se destacan un conjunto de 19 recipientes de cerámica provenientes de Grecia, Magna Grecia, Etruria y Roma, datadas entre los siglos VII a. C. y II a. C., además de estatuillas de terracota (Tanagras), bronces itálicos y romanos (22 piezas entre adornos, armas y objetos de uso cotidiano), enócoes y cristales romanos, todos producidos entre los siglos VIII a. C. e I d. C. Además de lo anterior, son dignos de mención dos ejemplares excepcionales de Arte Griego ("Estatua de la Diosa Higeia", s. IV a. C.) y Arte Romano (Sarcófago, 140-200 d. C.).

### Arte africano
El MASP posee una importante colección de piezas africanas de uso ritual y cotidiano destacables por su calidad artística. Son en su gran mayoría, objetos ceremoniales usados en las sociedades tribales del centro-oeste africano, situadas en países como Mali, Sierra Leona, Guinea, Burkina Faso, Liberia, Costa de Marfil, Nigeria (Nación Yoruba), Camerún, Gabón y República Democrática del Congo. En 1995, la colección del Museo fue notablemente enriquecida gracias a la donación de 35 piezas por el Banco de Boston. Otro núcleo de obras de arte africano fue incorporado por la donación al Museo en la década de 1980 de la Colección William Daghlian, lo cual aumentando el corpus del acervo con piezas artesanales y objetos de culto realizados por grupos étnicos del Congo y Ghana (Nación Ashanti).

### Arte asiático
La colección de arte asiático del MASP, aunque pequeña numéricamente, cubre un amplio período histórico que va desde el siglo III a. C. hasta el XX. Se encuentran sobre todo representadas las escuelas china, japonesa e hindú. La mayor parte de las piezas provienen de la donación de William Daghlian en la década de 1980. 
En lo que atañe al arte chino merecen destacarse una bella estatuilla de una "Bailarina" de la Dinastía Han (206 a. C. - 220 d. C.), así como otras cuatro piezas que datan de la Dinastía Tang (618 - 907 d. C.): dos guerreros y dos pequeños caballos, todos moldeados en terracota. En la sección referente al Arte Japonés, predominan las pinturas y dibujos sobre diversos soportes como un "Retrato del poeta Hitomaro" de un pintor de la Escuela Kanō (siglo XVIII), un dibujo sobre papel y otras pinturas que representan a los seguidores de la divinidad Fudo Myo-o, que datan del siglo XVII. El Arte de la India se hace presente con estatuillas de piedra y estuco que representan divinidades budistas e hindúes. Merecen ser destacadas un "Buda de Gandara" (siglo VI), una "Cabeza de Bhairava" (siglo XI) y una magnífica representación de "Gada-Devi", del Período Pala Tardío (siglo XII).

### Fotografía
El MASP conserva en su acervo una colección de aproximadamente 900 fotografías de 245 autores consagrados en el medio artístico brasileño. Provienen de un proyecto desarrollado desde 1990, conjuntamente por el Museo y Pirelli S.A.. Esta debe su relevancia a los múltiples aspectos histórico-sociales, estéticos y formales. Dentro de los fotógrafos presentes en la colección merecen mención Sebastião Salgado, Pierre Verger, Araquém Alcântara, Nair Benedicto, Adenor Gondim, Flavya Mutran, Juca Martins, Klaus Mitteldorf y Arthur Omar, entre otros.

### Moda y vestuario
Por iniciativa de Pietro María Bardi existe en el Museo una colección de 140 vestidos presentados en los desfiles de la Rhodia. El proyecto llevado a cabo entre finales de los años 60 y comienzos de los años 70 fue pionero y reunió por primera vez a artistas, diseñadores de moda y de la industria textil. Los desfiles tuvieron lugar en varias ciudades de Brasil y fueron el resultado final de la interacción de artistas como Roberto Sambonet, Francisco Brenand, Aldemir Martins, Carlos Vergara, Manabu Mabe, Hercules Barsotti, Wyllis de Castro entre otros, que participaron creando patrones de tela con temáticas nacionales y contemporáneas, además de famosos diseñadores de la época como Ugo Castellana, Alceu Penna y Dener Pamplona de Abreu.

### Biblioteca
La Biblioteca y Centro de Documentación del MASP tiene como finalidad guardar, preservar, organizar y divulgar todo el material bibliográfico, iconográfico e histórico existente en la Institución. El valioso acervo especializado en artes plásticas, arquitectura, historia del arte, diseño, fotografía y eventos afines, está compuesto por aproximadamente 60 mil volúmenes entre libros (algunos raros), catálogos de exposiciones, tesis y boletines del Museo. Se trata de la principal fuente de investigación en São Paulo para el estudio de la historia del arte, y una de las mayores bibliotecas del país especializadas en historia del arte. Entre los libros raros se encuentran joyas como el "Trattato della Pittura” de Leonardo da Vinci (1792), "Le Fabbriche e I Disegni” de Andrea Palladio (1796), "Vita Del Cavaliere Gio. Lorenzo Bernino" (1682) e "Ragionamenti Del Sig. Cavaliere Giorgio Vasari" (1588), entre otros.

## Galería

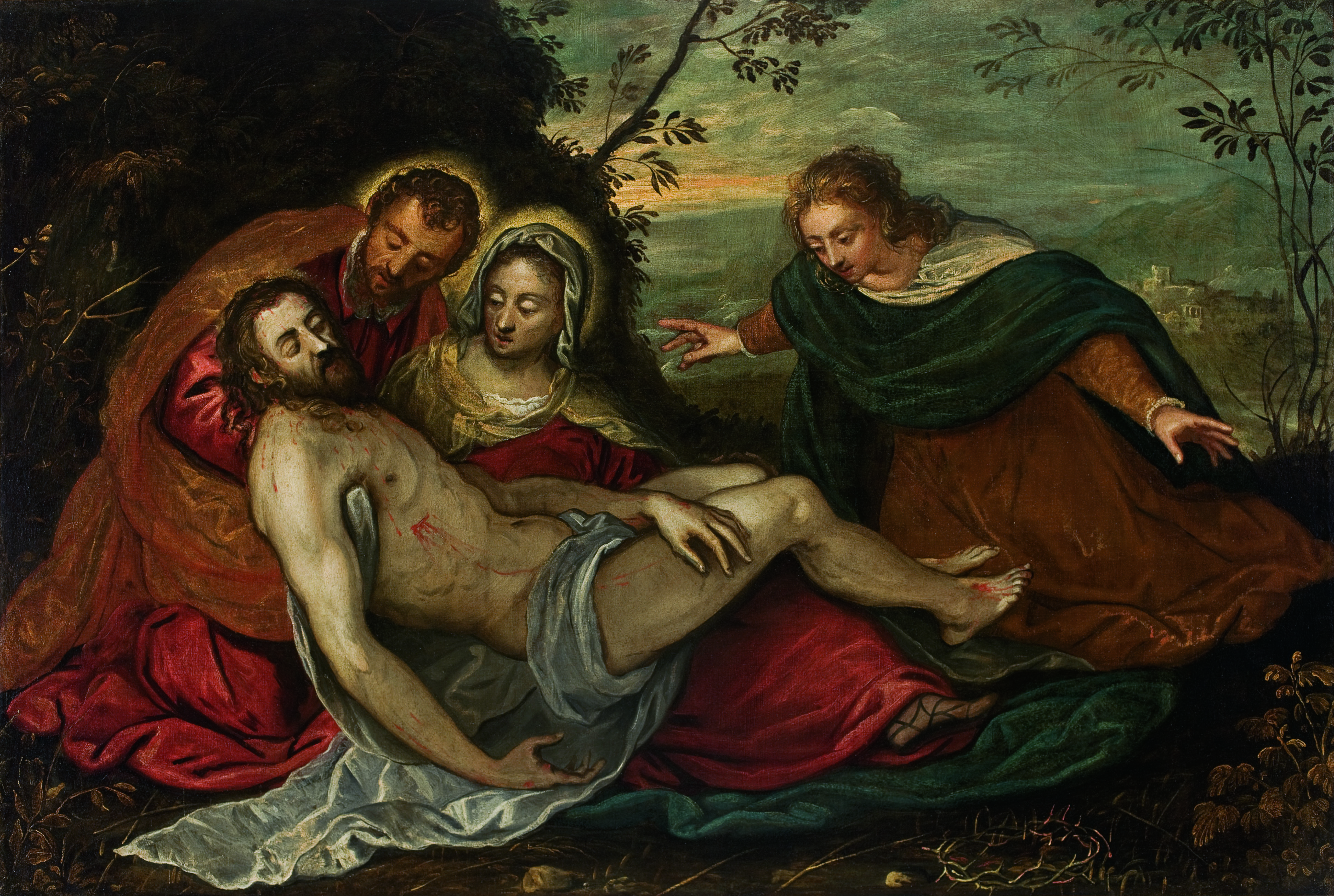
Tintoretto (Italiano, 1518-1594) Piedad, 1560/65.
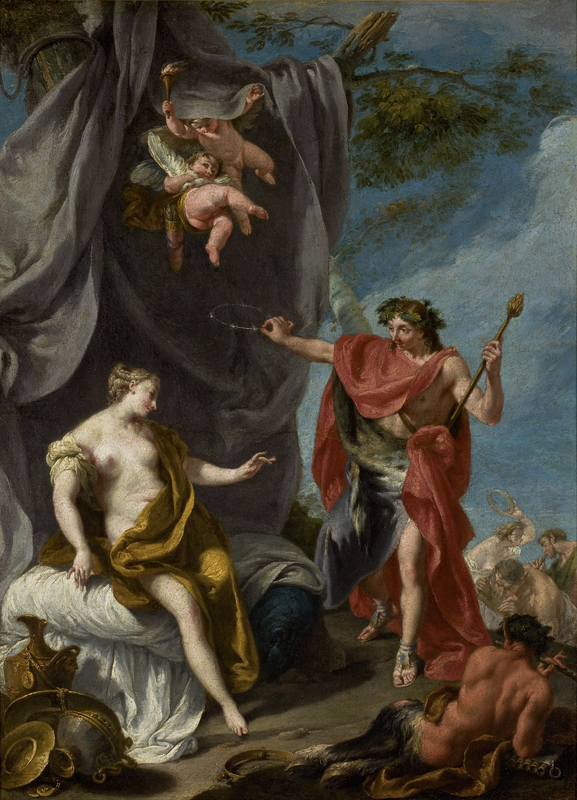
Giambattista Pittoni (Italiano, 1687/1767) Dioniso e Ariadne, c.1730/35.
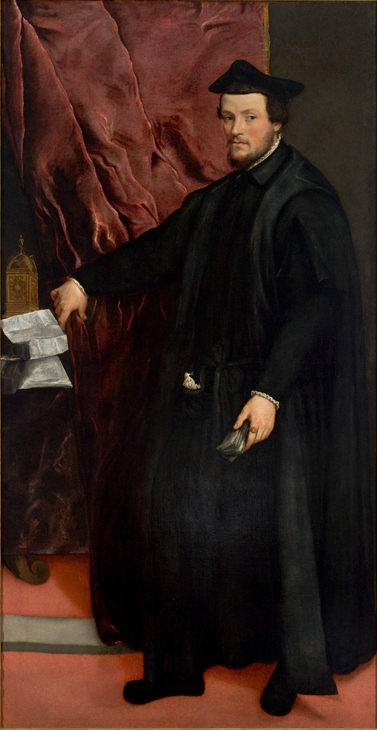
Tiziano (Italiano, 1488/90-1576) Retrato del Cardenal Cristóforo Madruzzo, 1552.
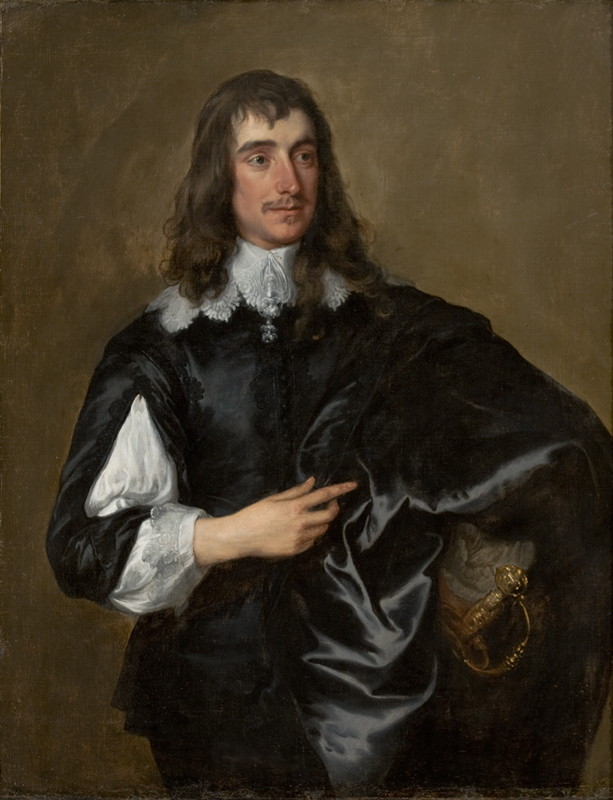
Van Dyck (Flamenco, 1599-1641) Retrato de Willian Howard, 1638/40.
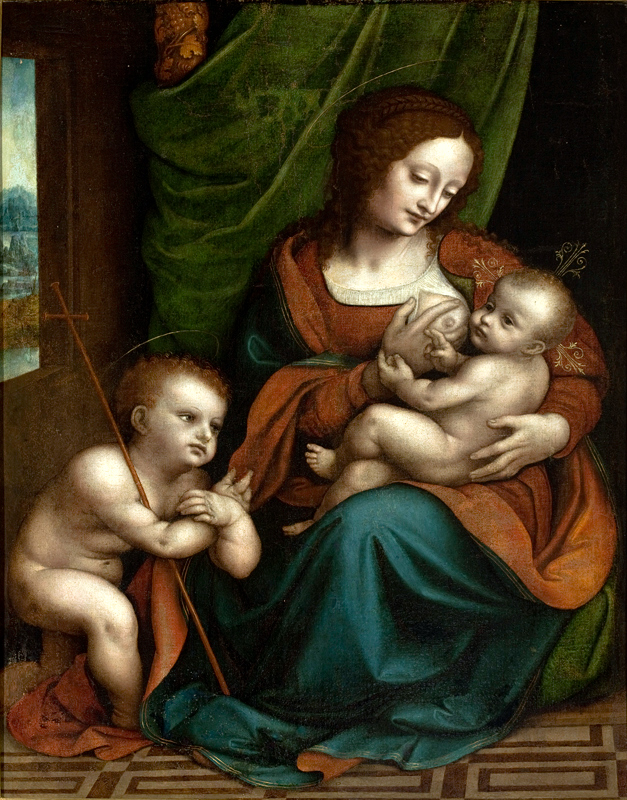
Giampietrino (Italiano, activo entre 1497/49 y 1540) La Virgen y el Niño con San Juan Bautista, 1500/20.
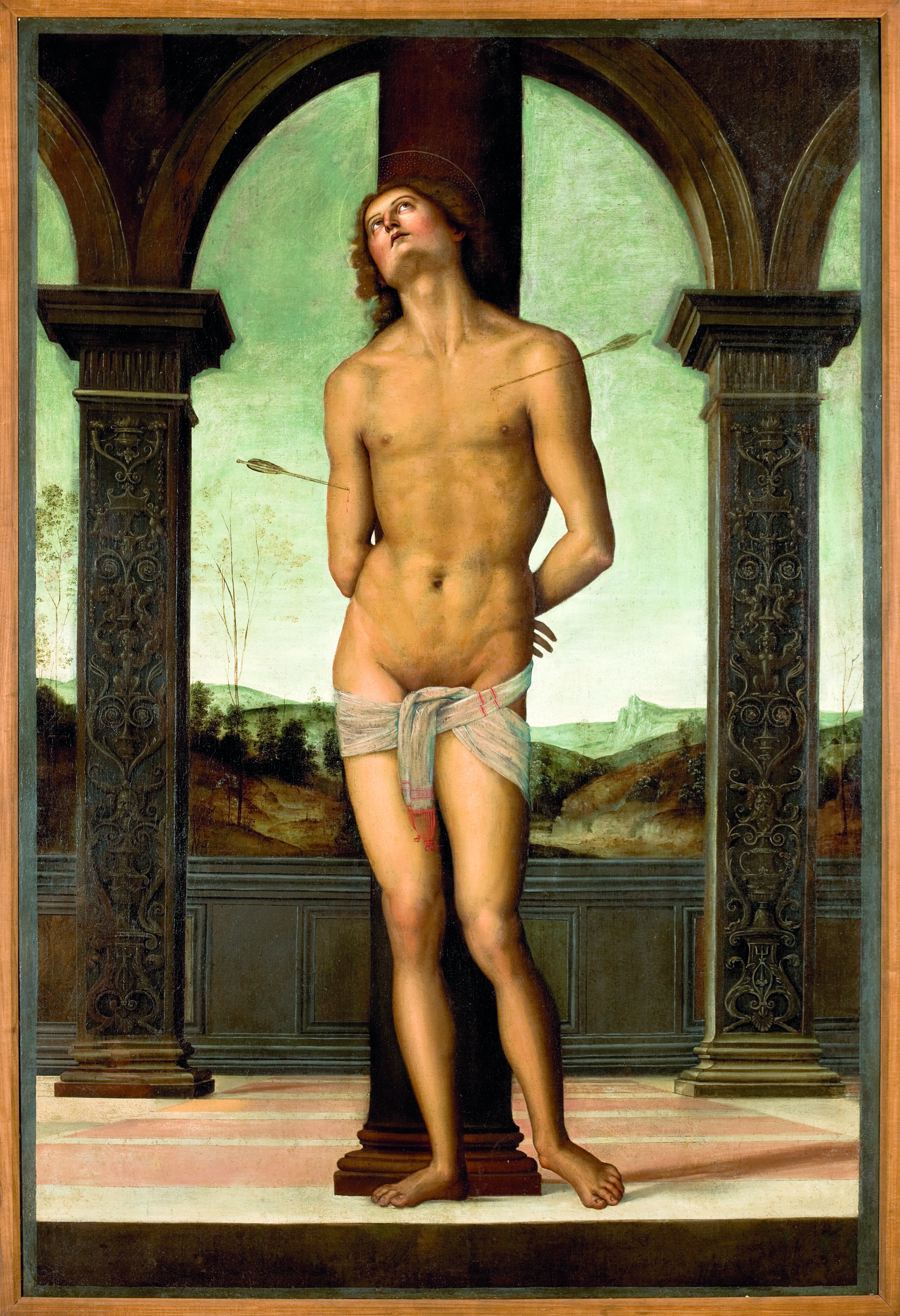
Pietro Perugino (Italiano, 1447/49-1523) San Sebastián en la Columna, c.1500/10.
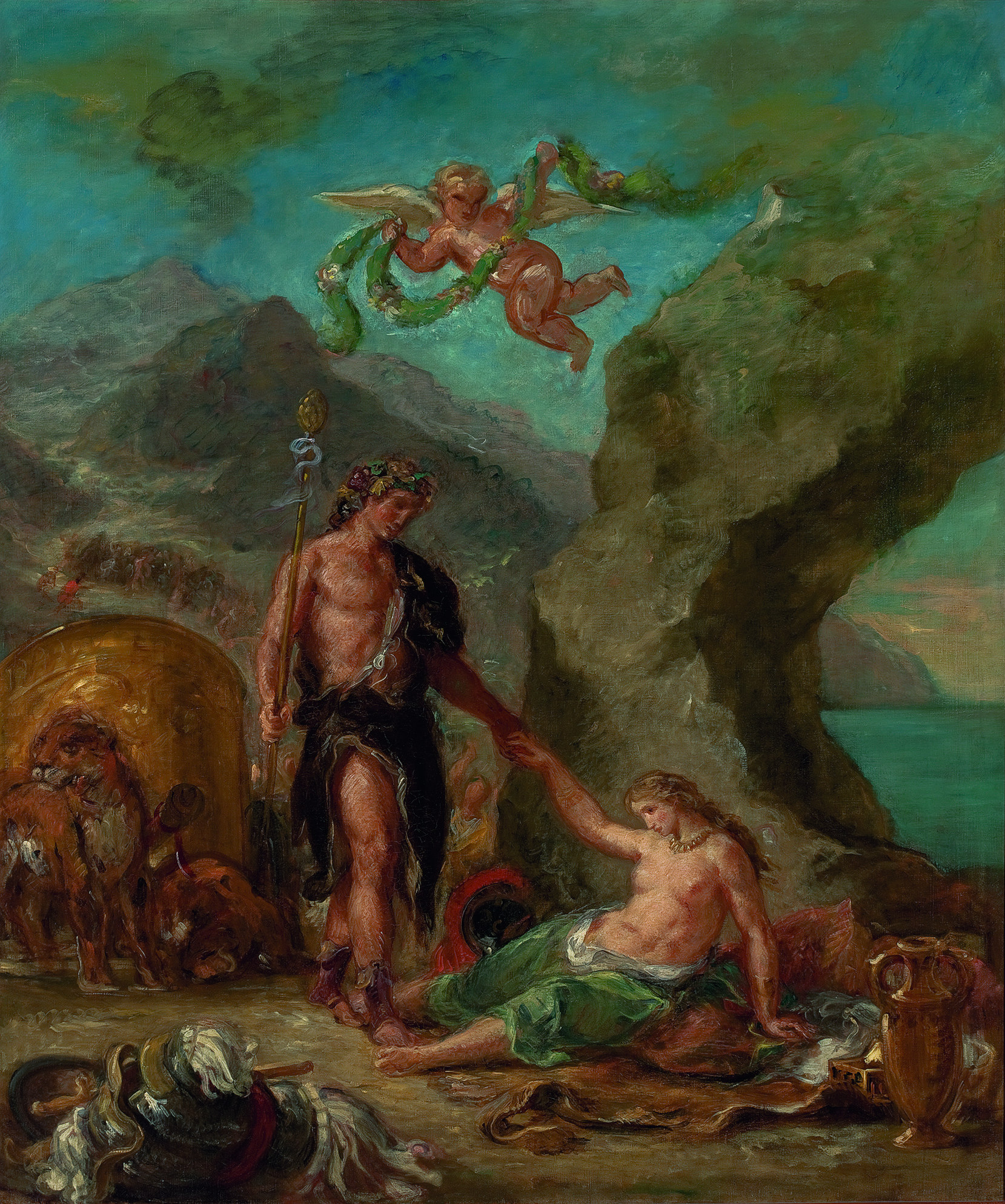
Delacroix (Francés, 1798-1863) El Otoño - Baco y Ariadna, 1856/63.
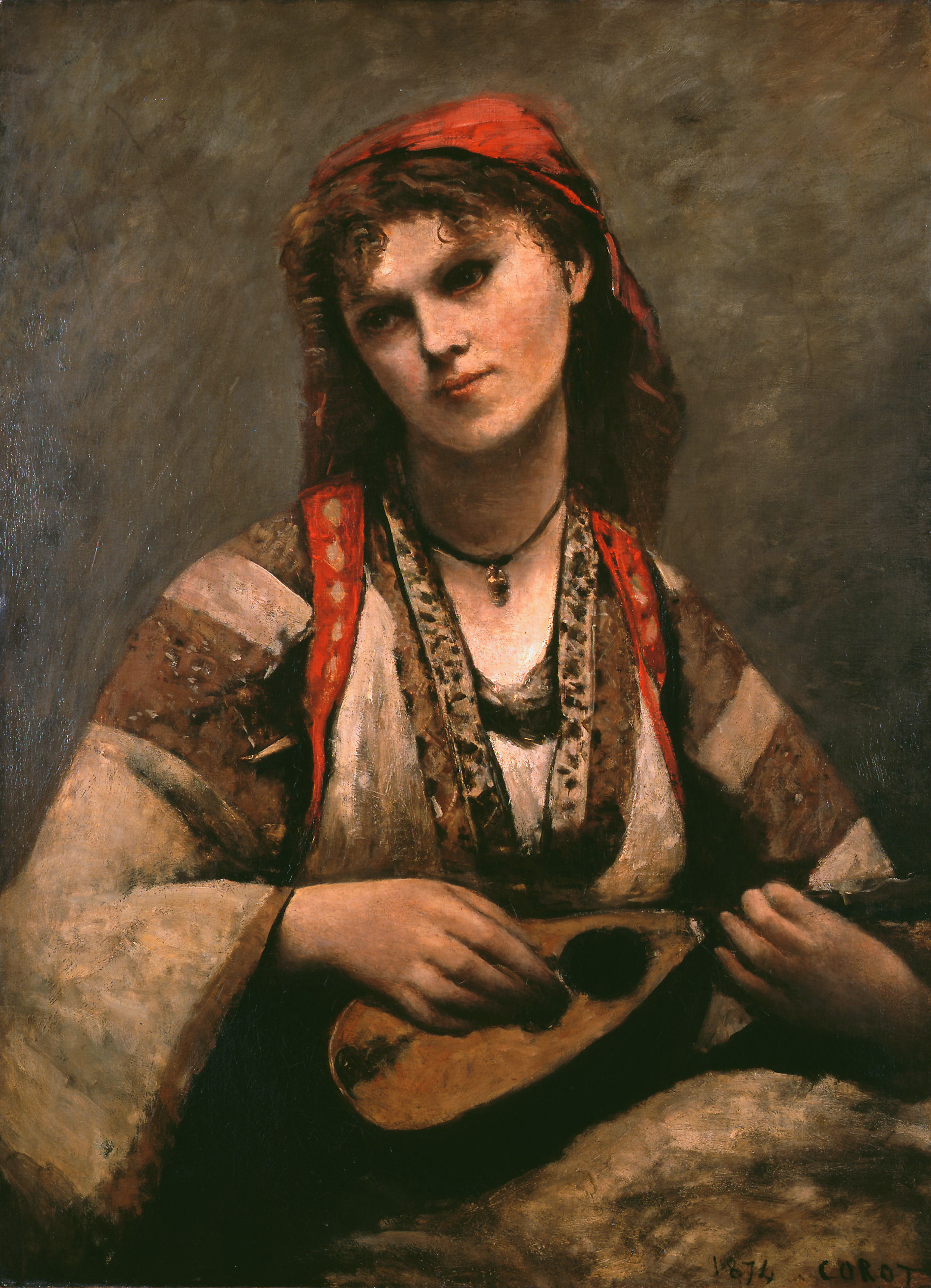
Corot (Francés, 1796-1875) Gitana con Pandereta, 1874.
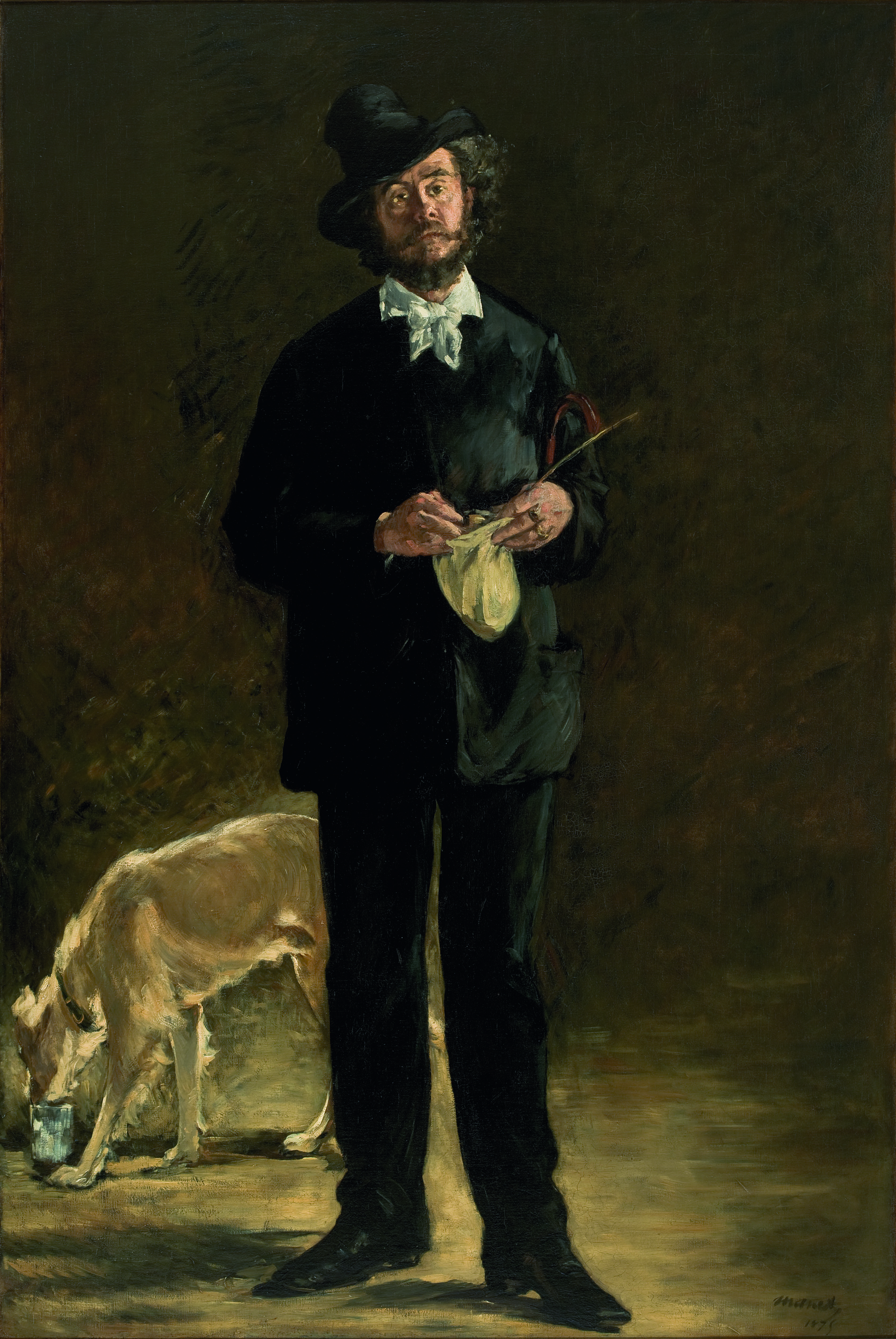
Manet (Francés, 1832-1883) El Artista - Retrato de Marcellin Desboutin, 1875.
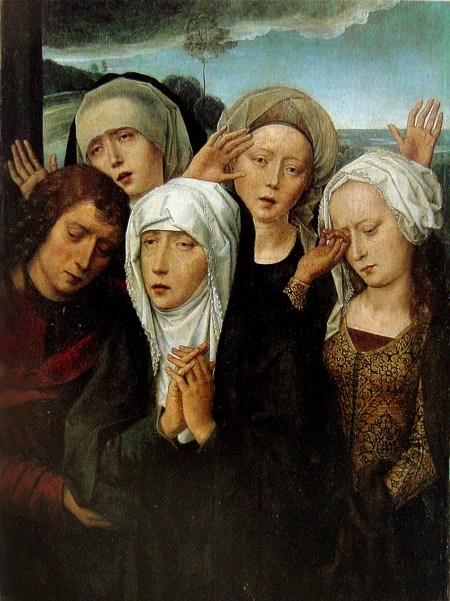
Hans Memling (Flamenco, 1435-1494) La Virgen en lamentación, San José y las pías mujeres de Galilea, 1485/90.
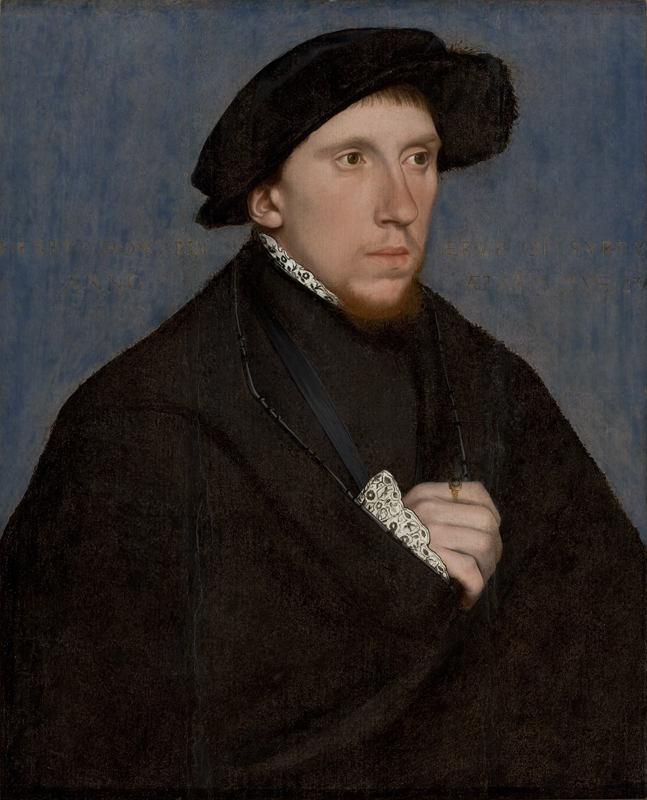
Hans Holbein (Flamenco, 1497-1543) El Poeta Henry Howard, Conde de Surrey, c. 1542.
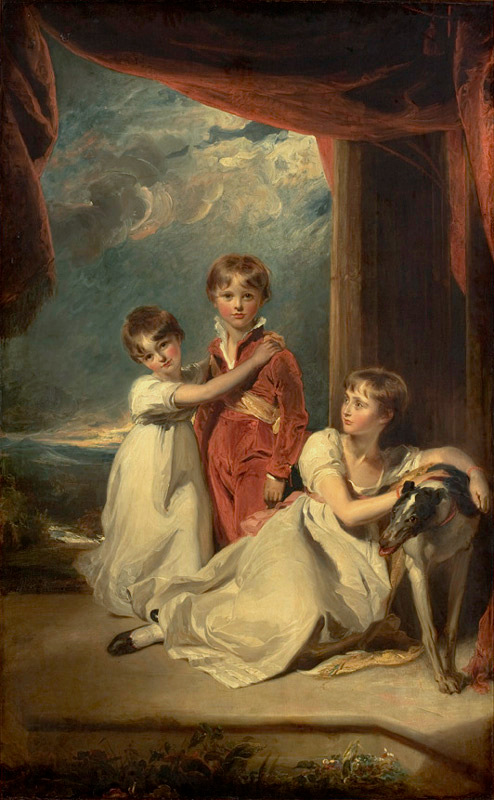
Thomas Lawrence (Inglés, 1769-1830) Los hijos de Sir Samuel Fludyer, 1806.